# Cetatea Tighina
Cetatea Tighina (redenumită de turci în Bender) este o cetate moldovenească din secolul al XV-lea, din timpul domniei lui Ștefan cel Mare, pe care a construit-o inițial din pământ și lemn – o palancă, pentru a apăra vadul de tătari. Cetatea de pământ era, probabil, rotundă sau semicirculară, avea șanț și val de apărare, iar în poala valului din interiorul cetății erau făcute locuințe de tip bordei. Acest lucru este demonstrat de săpăturile care au descoperit urmele unei locuințe arse și diferite obiecte de uz casnic, datând din secolele XV–XVI.

## Istorie
Cea mai timpurie mențiune a Tighinei, în calitate de așezare și vamă, o găsim în privilegiul comercial, din 6 octombrie 1408, acordat de domnitorul Alexandru cel Bun negustorilor lioveni. Ulterior, pe tot parcursul secolelor XV și XVI, numele Tighinei este consemnat frecvent în documentele medievale. În documentele moldovenești care menționează localitatea, la Tighina, de rând cu vama domnească și trecerea, este amintită o strajă. În unicul document de la domnitorul Ștefan cel Mare (1457-1504) în care apare Tighina, de asemenea este amintită straja.
Cât privește cetatea de la Tighina, cercetătorii din secolul al XIX-lea, urmând informațiile care circulau în secolele anterioare, au acreditat ideea ca ar fi fost construită în secolul al XII-lea de către genovezi, ca și Hotinul și Cetatea Albă. Istoricul militar rus (?) Aleksandr Zașciuk vedea în arhitectura citadelei interioare un pronunțat caracter apusean. Prima și unica mențiune certă despre existența fortificației moldovenești propriu-zisă, a cetății (probabil de lemn și pământ), o găsim în Cronica moldo-polonă de la mijlocul secolului al XVI-lea. Aceasta relatează, cu referire la cuceririle otomane din anul 1538, că sultanul turc Süleyman „a pus stăpânire pe cetatea moldovenească Tighina”.

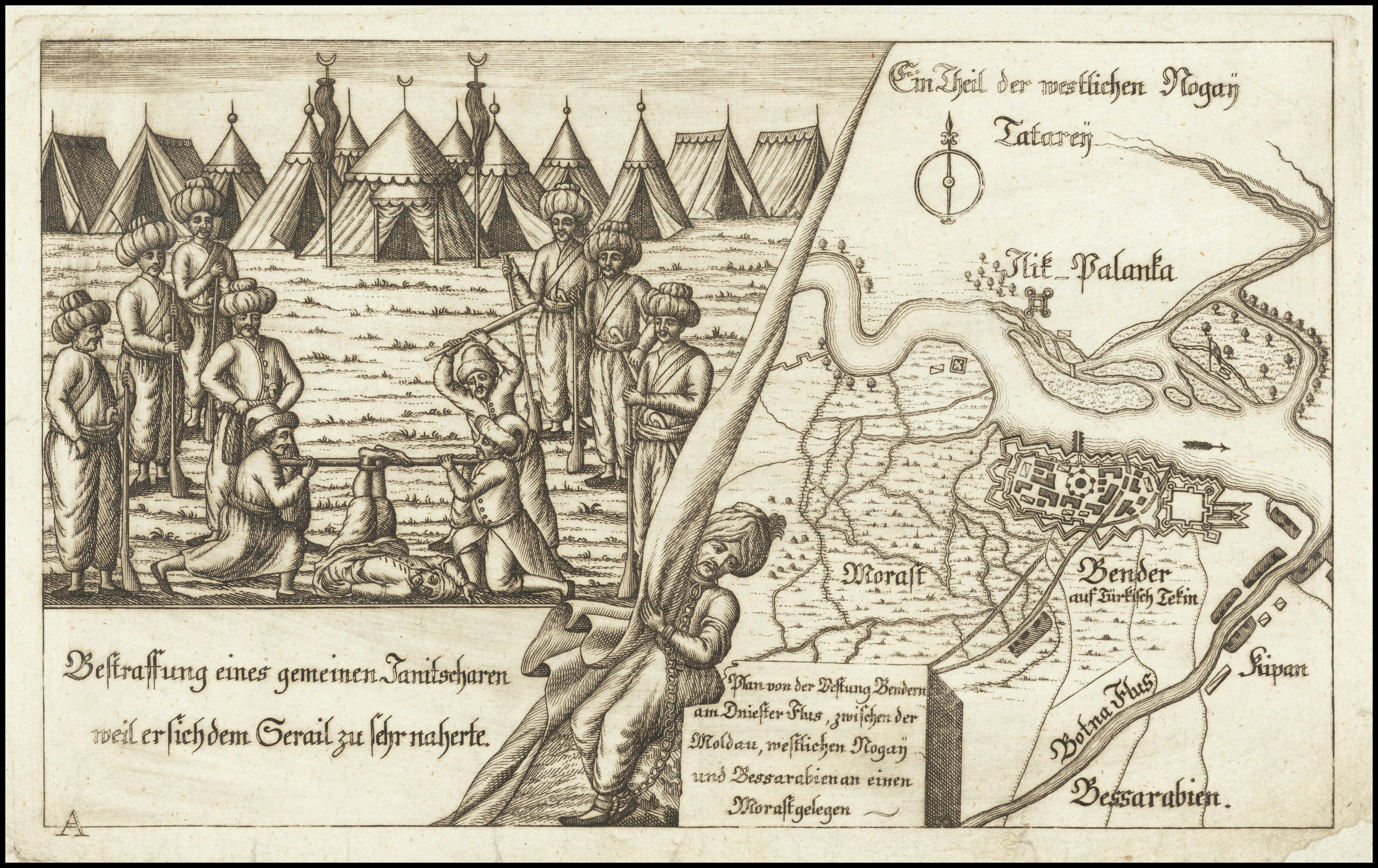
Planul cetății pe o hartă din 1713.

Investigațiile arheologice de întindere limitată, efectuate de cercetătorul Ion Hîncu în anul 1969, au permis depistarea unor complexe locative și a unui șanț de apărare aparținând secolelor XV-XVI. Săpăturile arheologice au condus la identificarea unei fortificații, probabil de lemn și pământ, care a precedat construcția de piatră de mai târziu. Suprafața curții cetății de formă circulară sau ovoidală era acoperită cu un strat de arsură și cenușă. Obiectele de ceramică și metal poartă urme ale incendiului.
Această cetate a fost refăcută de Petru Rareș și cucerită de sultanul turc Soliman Magnificul (1538). Devenind reședință de raia turcească, vechiul nume e substituit cu altul nou, Bender, adică, „port fluvial, chei, loc de acostare”. În această perioadă Soliman I poruncește ca cetatea să fie reconstruită în piatră și lărgită dupa proiectul arhitectului Sinan, lucrările de reconstruire fiind finisate abia în anul 1541.
Folosind resursele locale și munca țăranilor din împrejurimi, Poarta otomană a transformat cetatea într-un avanpost de luptă bine întărit. La acea vreme cetatea construită din piatră reprezenta un patrulater înconjurat din trei părți de un șanț foarte adânc.
La sfârșitul secolului al XVI-lea detașamentele de moldoveni atacaseră de mai multe ori cetatea Benderului, dar fără nici un succes. În vara anului 1574, Ion Vodă cel Viteaz o asediase cu armata sa, apoi în 1595 și 1600 făcuse două încercări și Mihai Viteazul, însă nici cei doi domnitori nu au avut sorți de izbândă. Tot cam în acea perioadă Benderul a fost atacat și de cazacii zaporojeni. În anii 1705-1707 lucrările de întărire a acestui edificiu de o deosebită importanță militară au fost continuate de către meșterii moldoveni sub conducerea și supravegherea nemijlocită a lui Antioh Cantemir. Neculce scrie că Cantemir, adus de turci spre a isprăvi mai repede lucrările de reconstruire, cuprins de entuziasm, coborâse în mijlocul meșterilor și, apucând bolovanii grei, îi rânduia el singur în ziduri și-i îndemna și pe ceilalți la muncă. În această ultimă variantă cetatea se constituia dintr-un ansamblu de 10 bastioane și 11 turnuri înconjurate de același șanț tradițional de apărare.
Soarta amară a cetății stăpânite de turci l-a făcut pe Miron Costin să scrie că „s-a întunecat cetatea Tighinei”. În rezultatul celor trei războaie ruso-turce, ea a trecut în stăpânirea Imperiului Rus, generalii țariști găsind de cuviință că e foarte potrivită pentru cazărmile soldățești. De prin anul 1812 sau mai bine zis din a doua jumătate a secolului al XIX-lea, cetatea Benderului a început să-și piardă treptat importanța strategică de altă dată.
Începând cu 1991, cetatea se află sub controlul regimului separatist transnistrean, care a și restaurat fortăreața între anii 2008–12.

## Galerie

### 2021

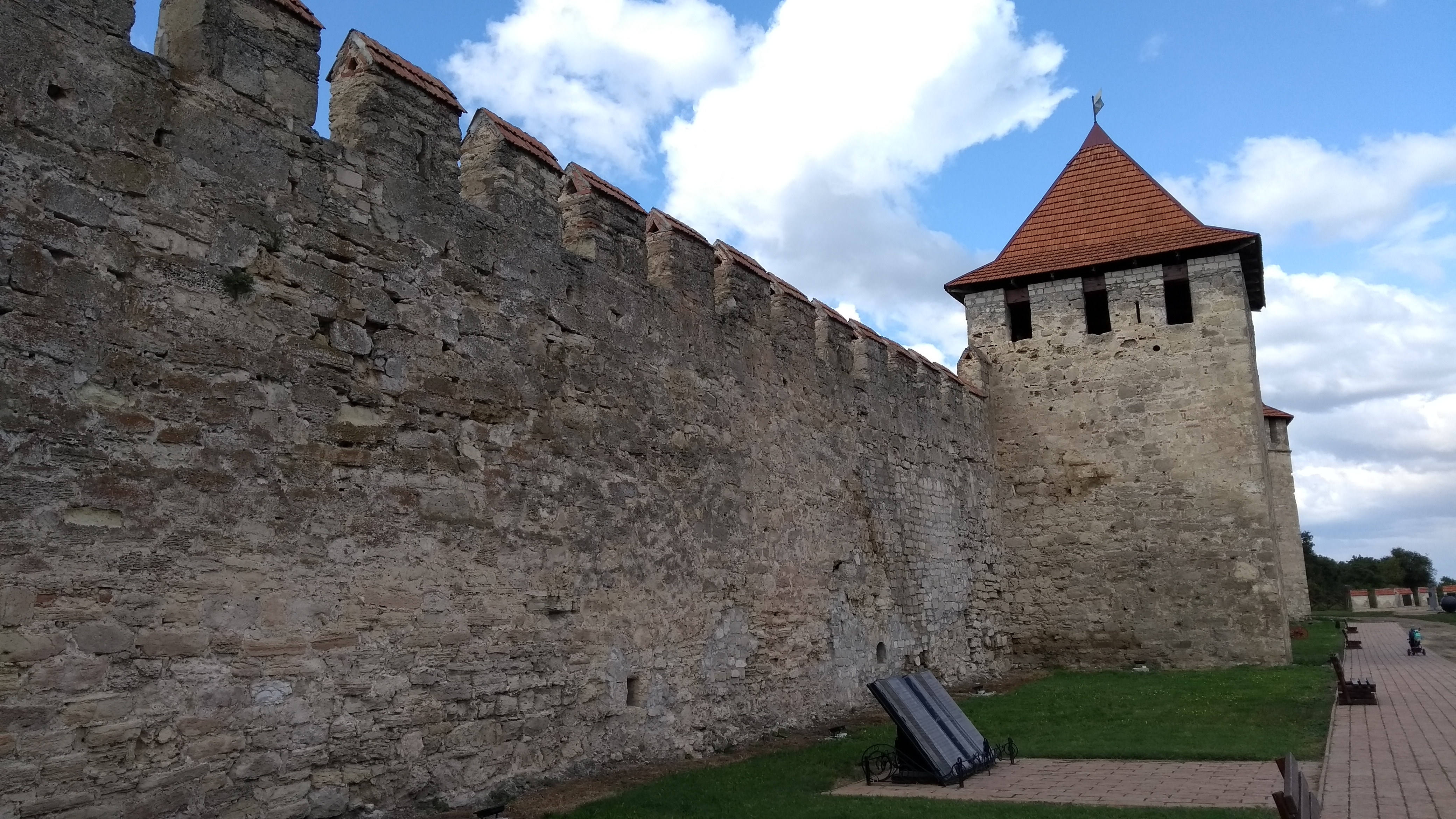
Zidul de est
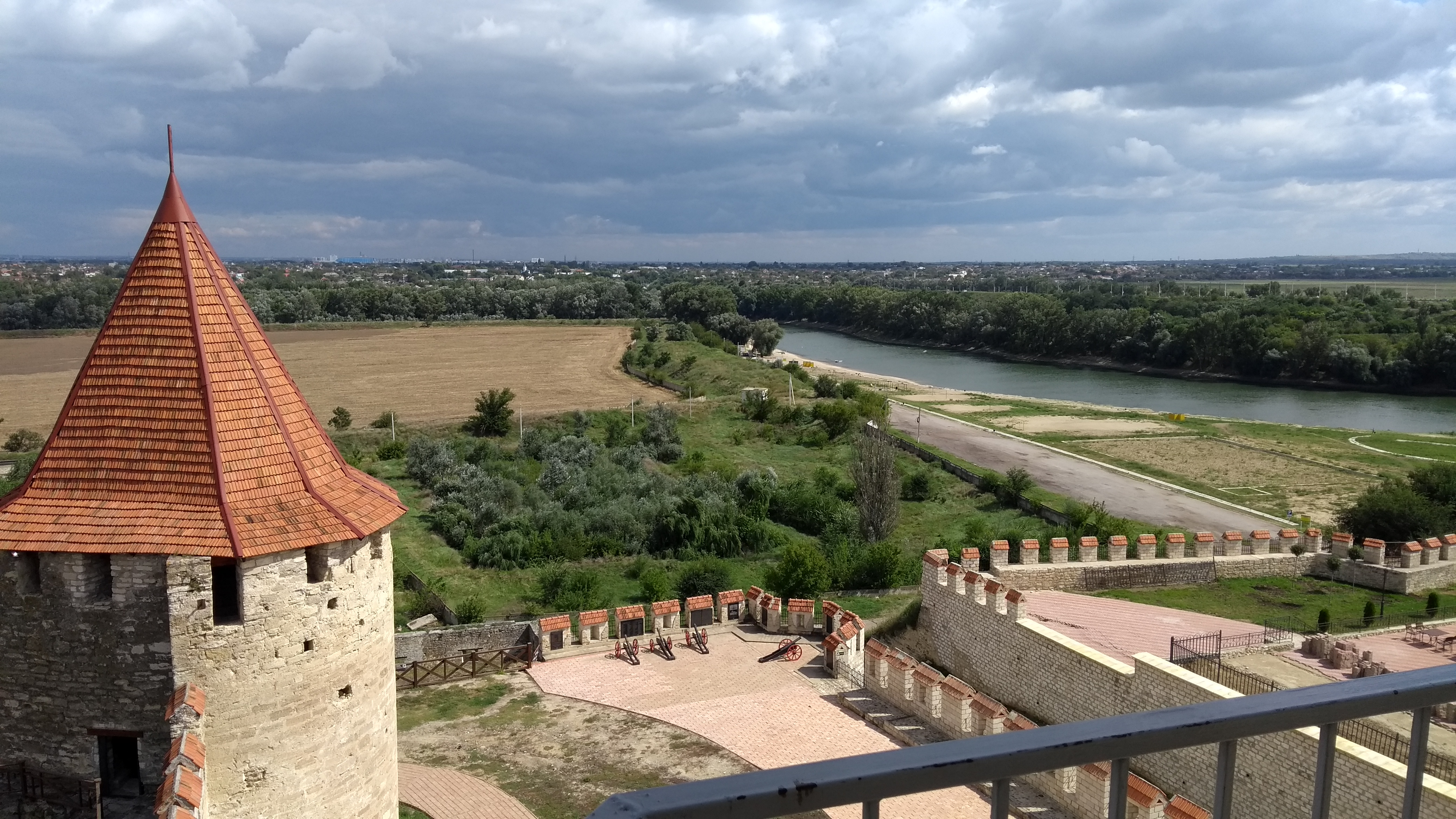
Nistrul văzut din cetate
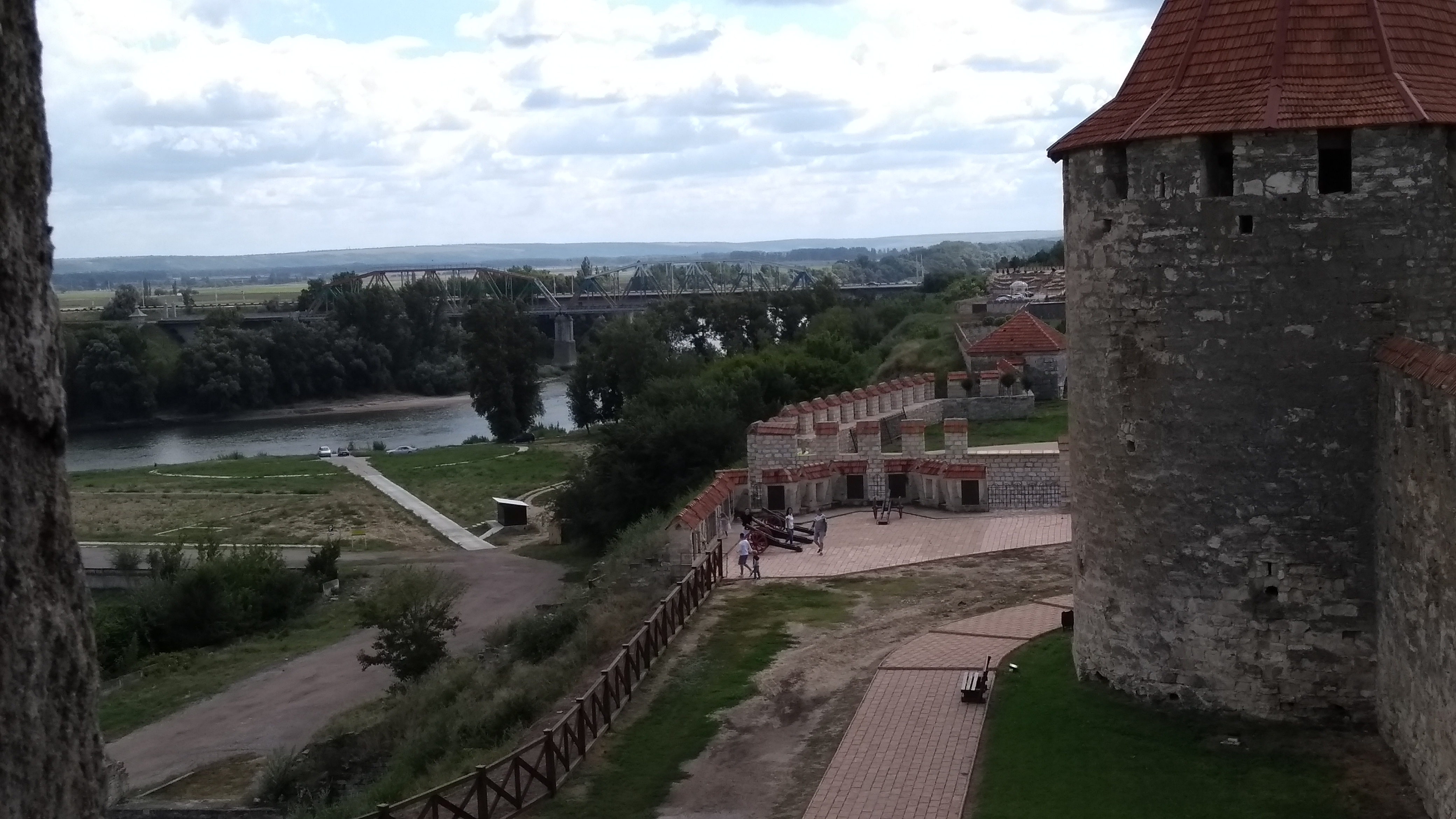
Podul de pe Nistru
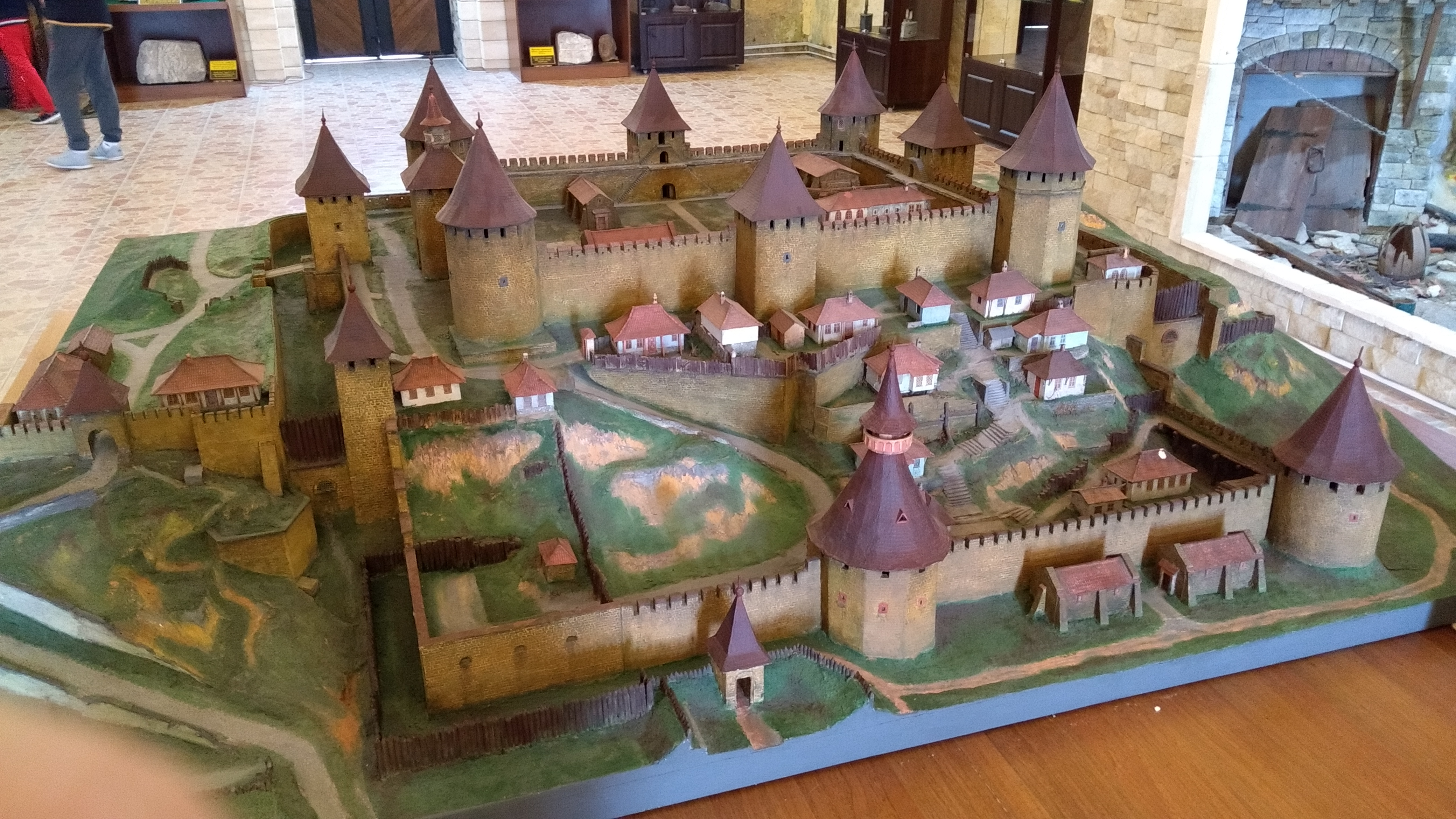
Modelul fortificațiilor precum erau în 1790, în muzeul cetății

### 2013

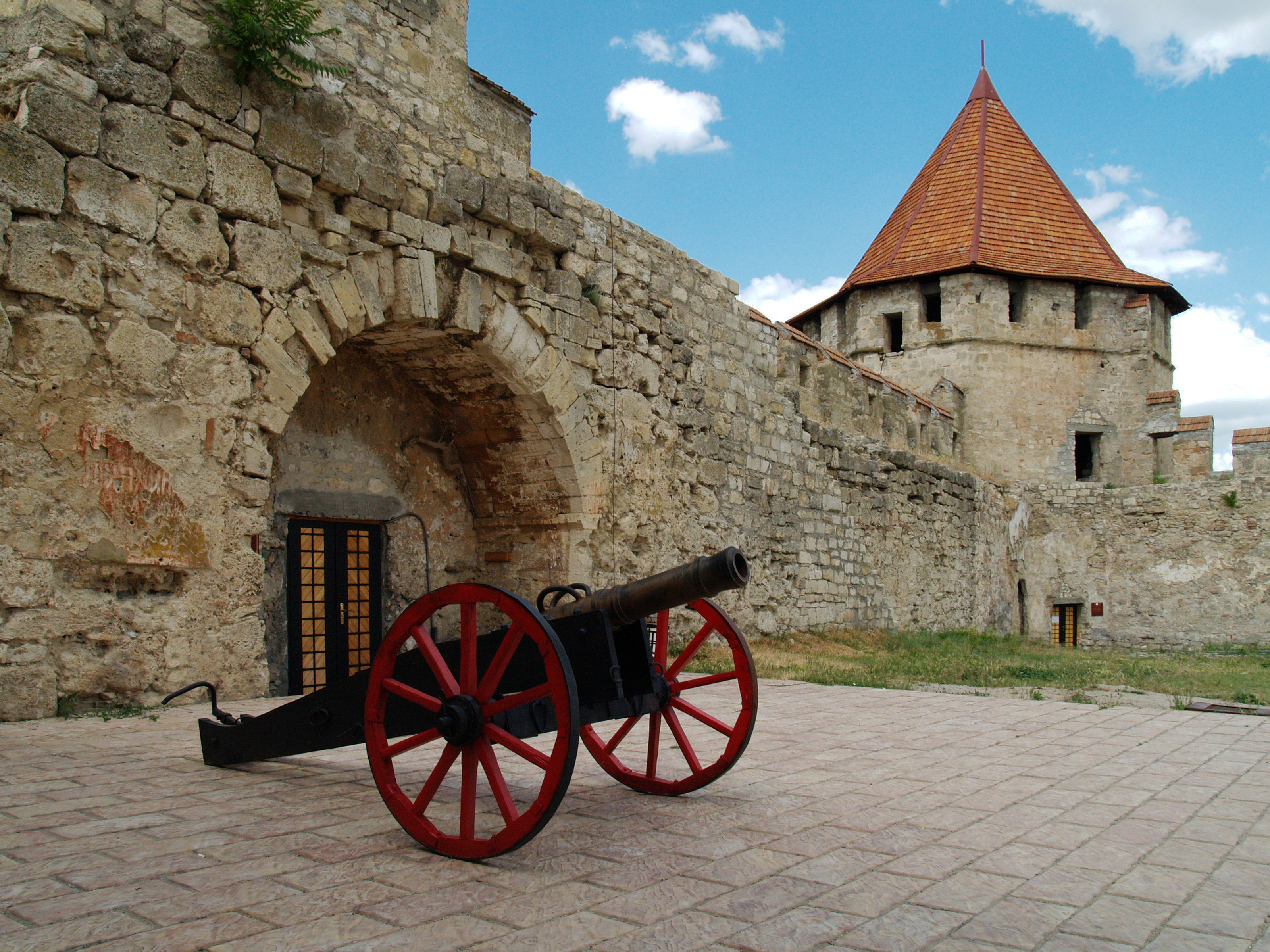
Un tun vechi de la Zidul de nord
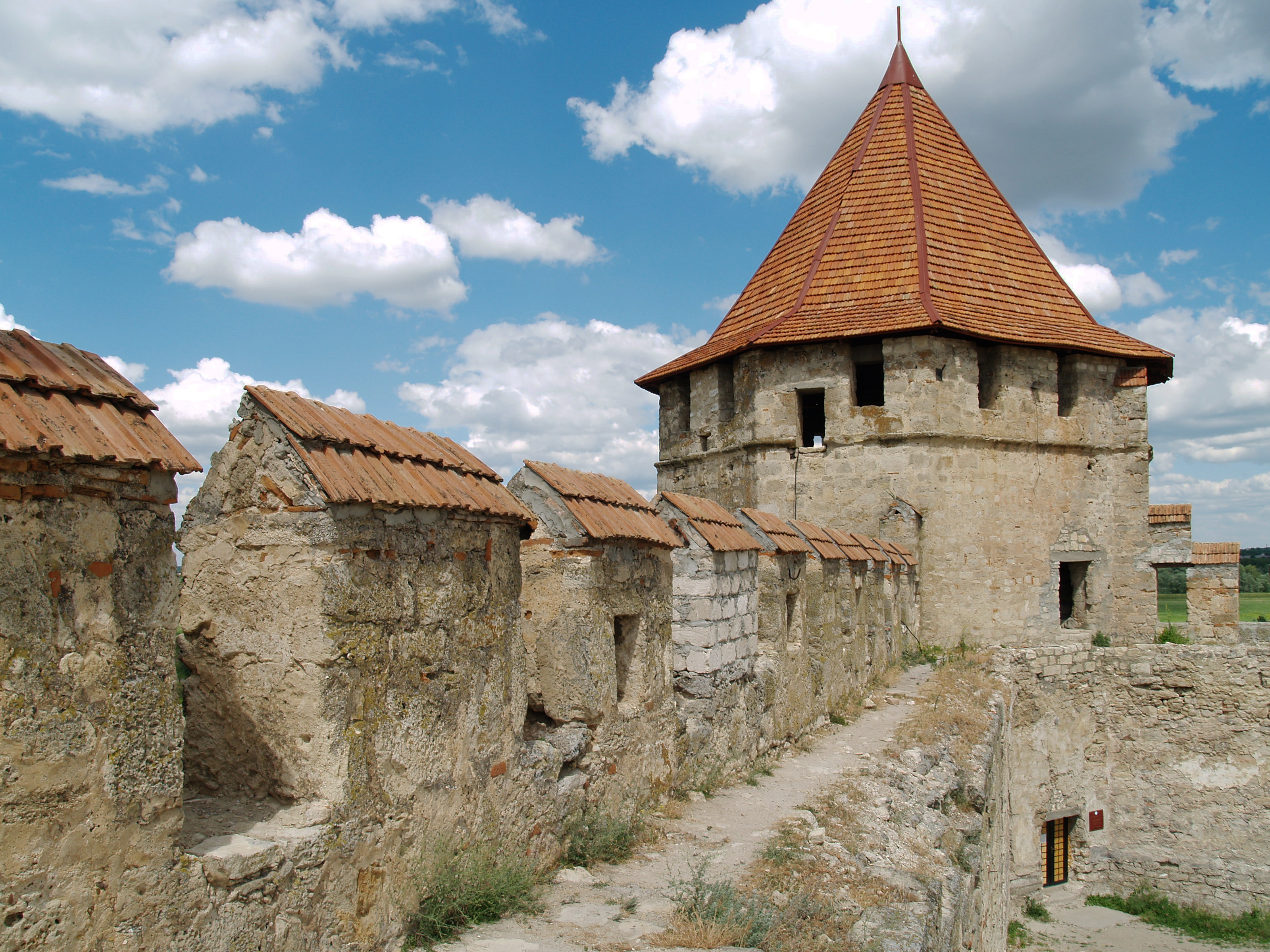
Zidul de miazănoapte
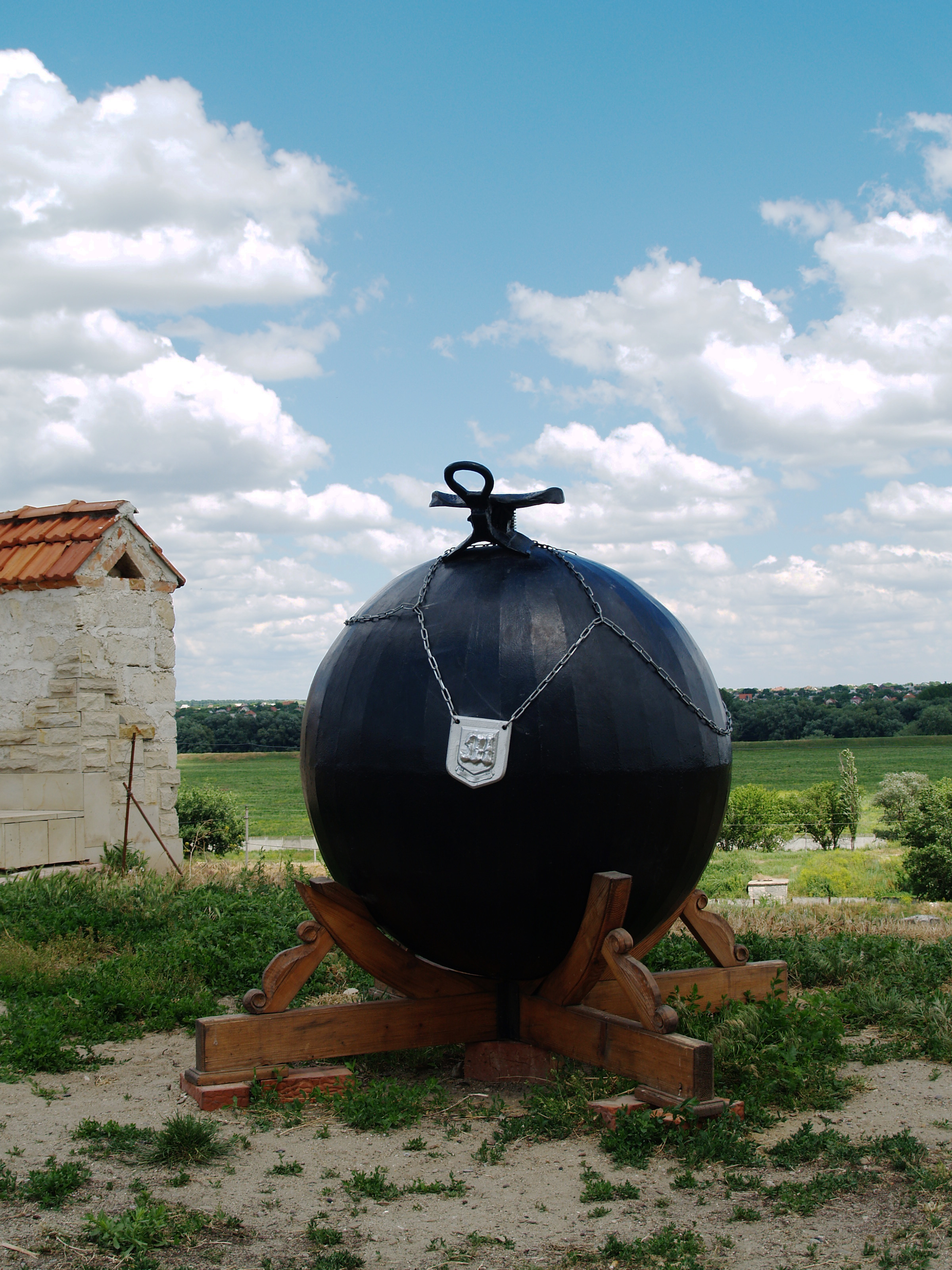
Ghiulea la colțul nord-estic al Cetății Tighina.
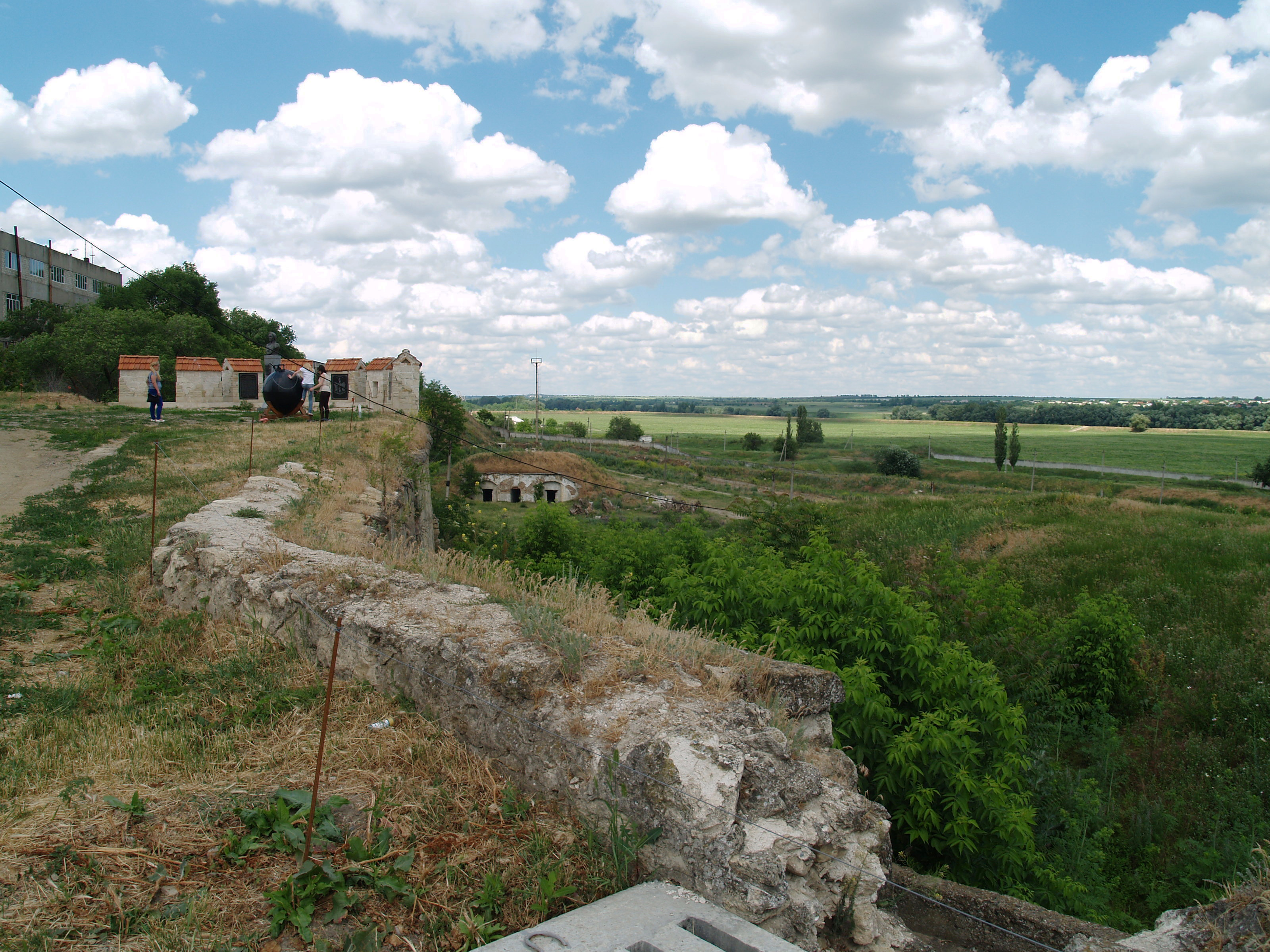
Colțul nord-estic al cetății
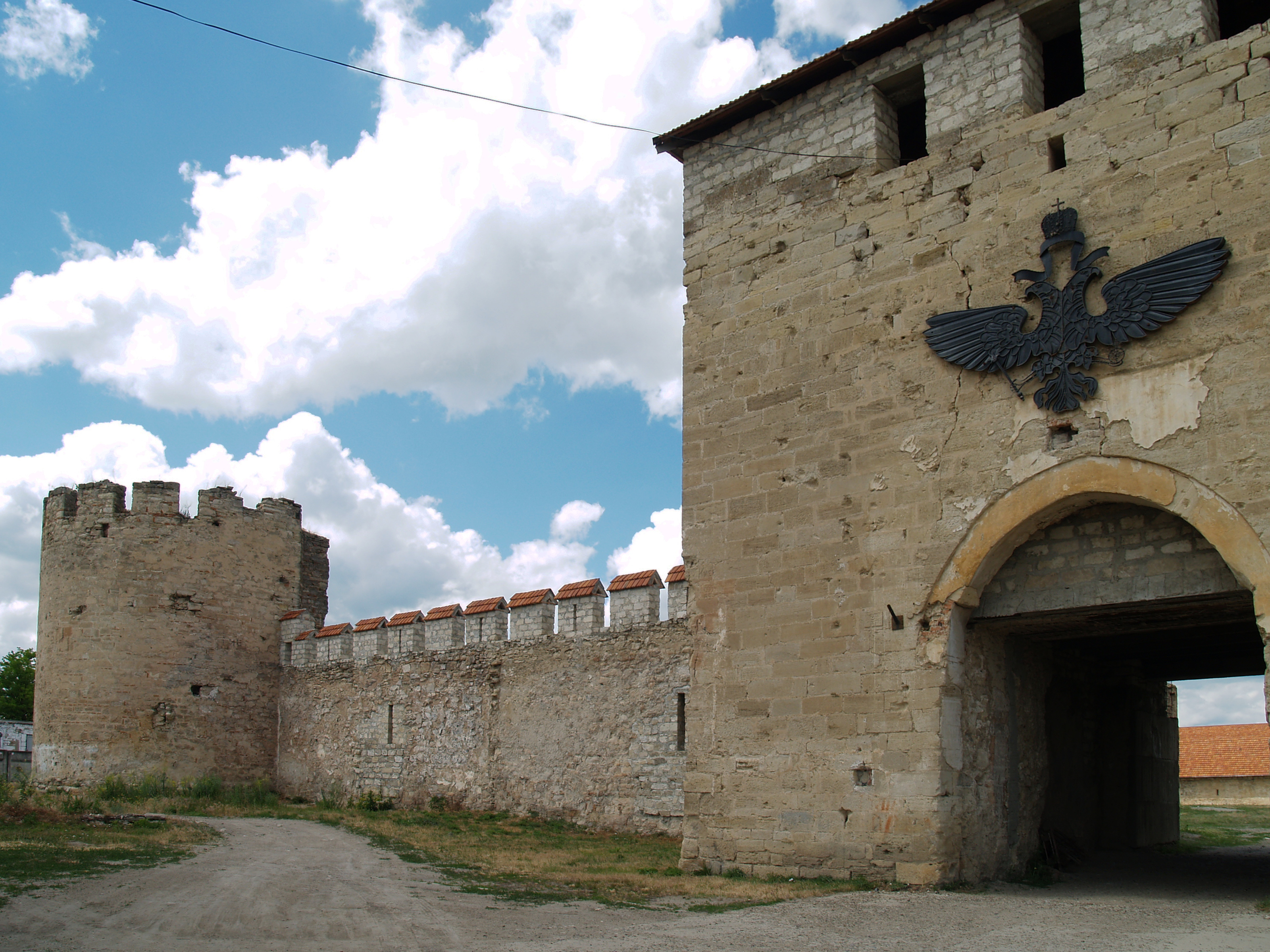
Zidul de sud, deasupra porții fiind stema țaristă
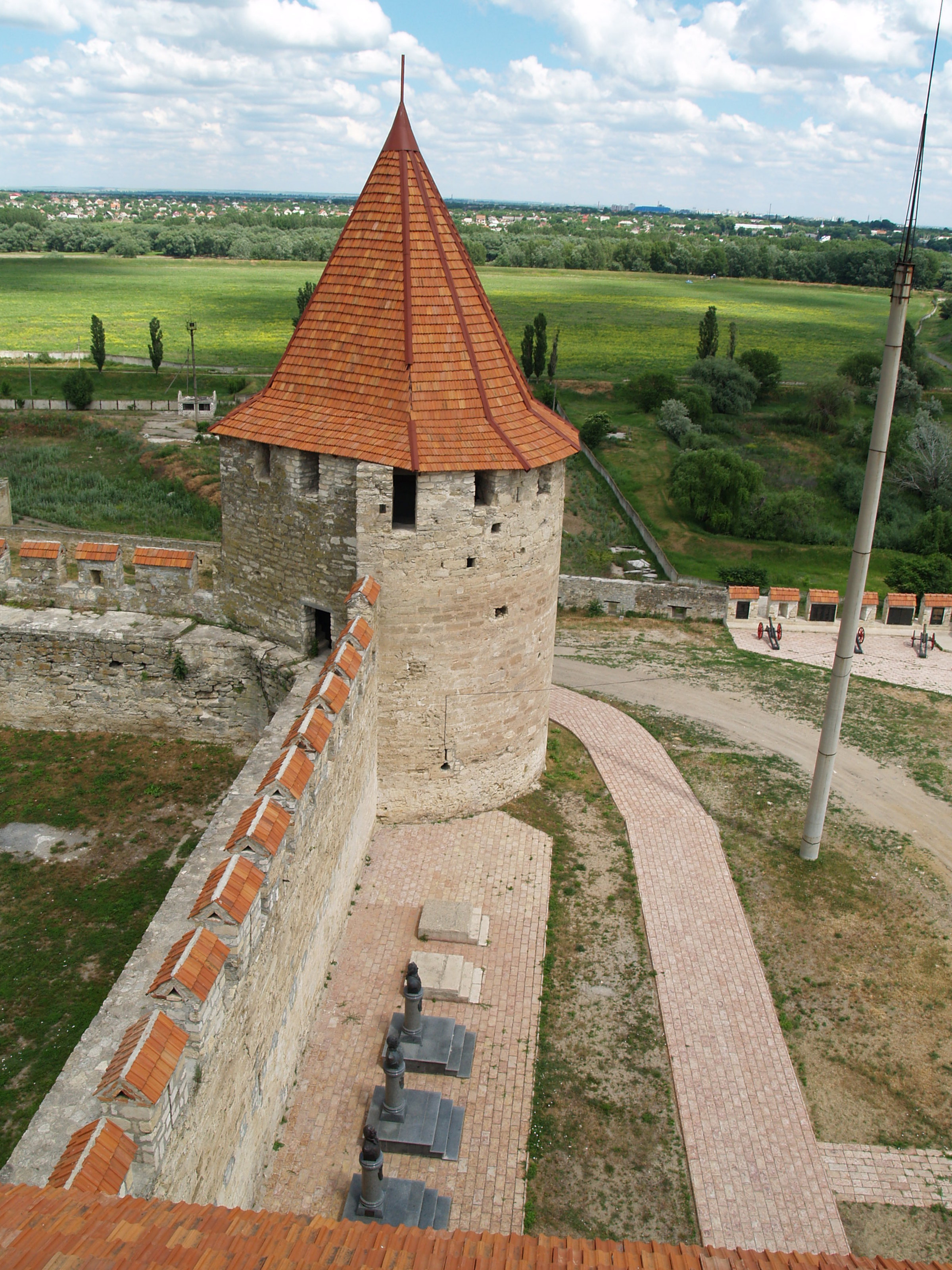
Colțul sud-estic al Cetății Tighina
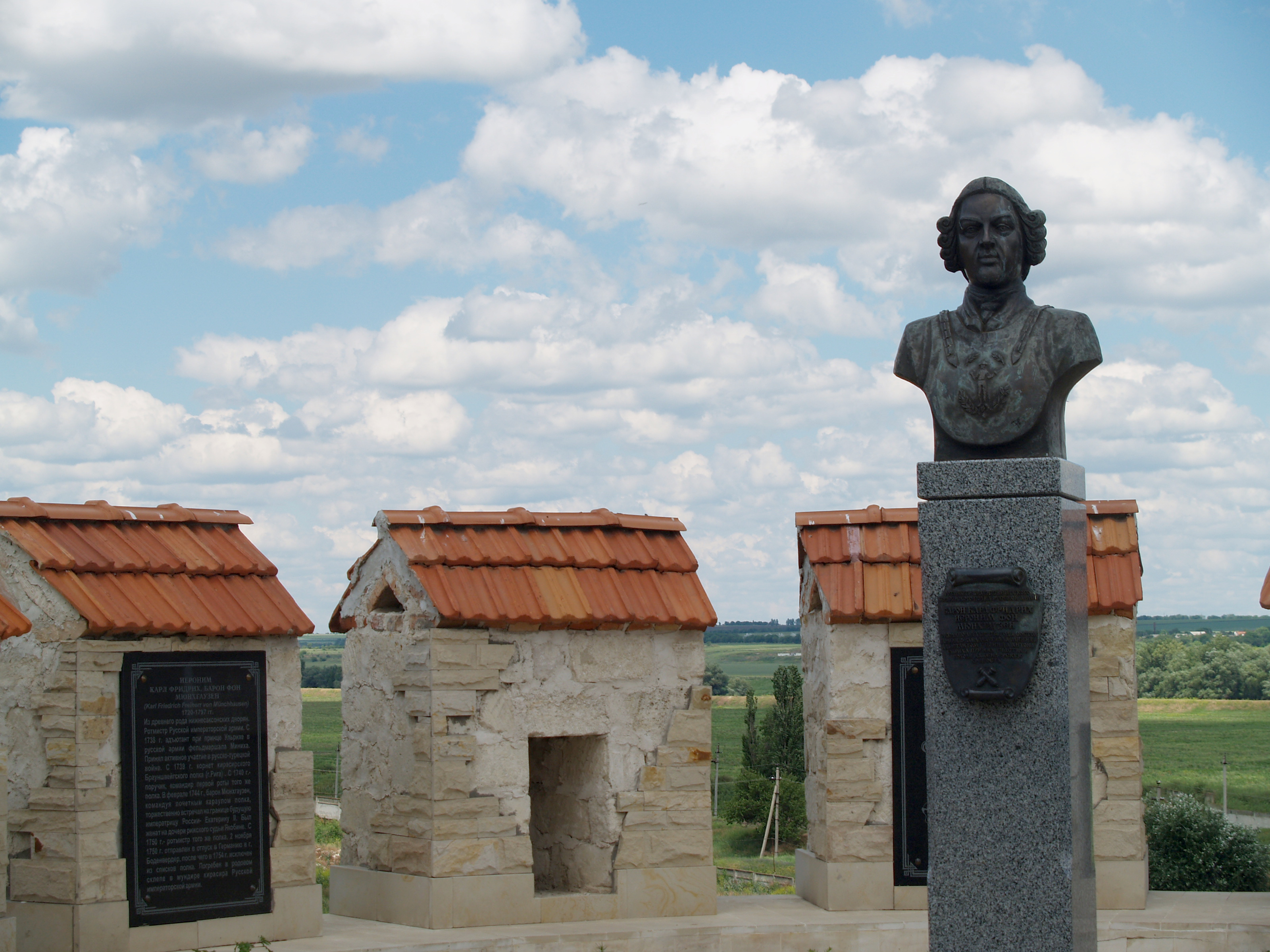
Bustul baronului de Münchhausen
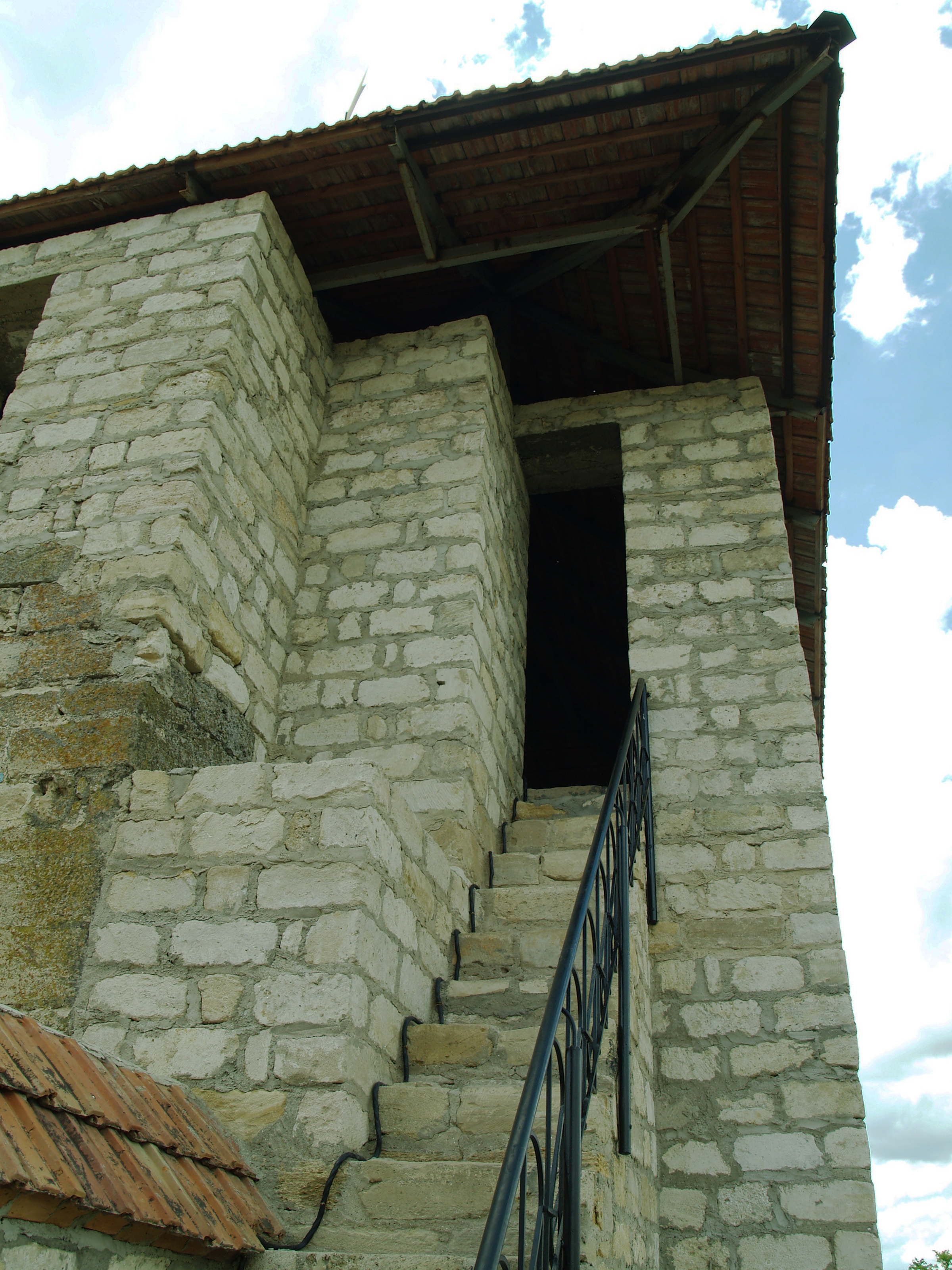
Turn din partea sudică (reconstruit)
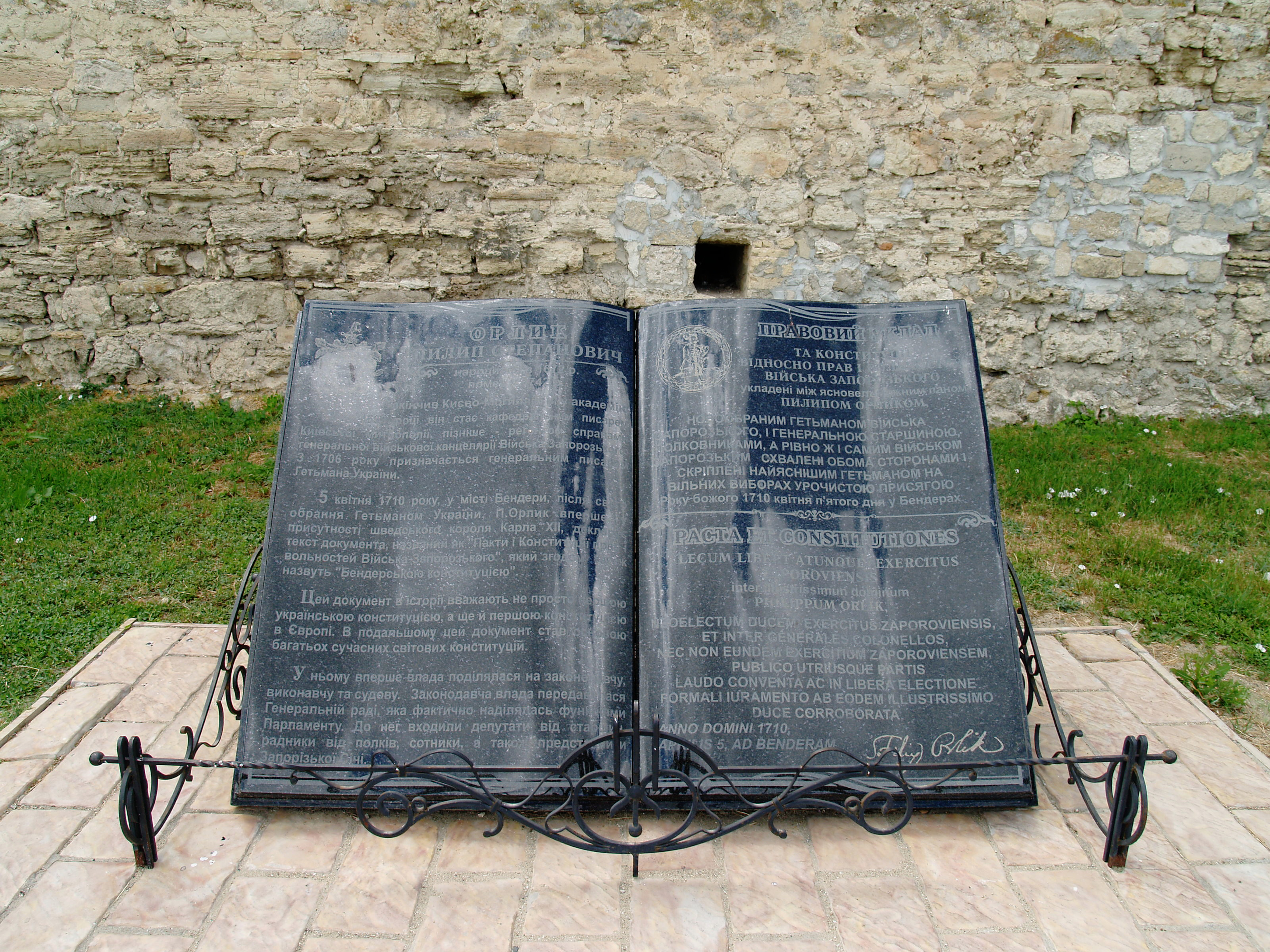
Un duplicat al diplomei dedicată cetății, redactată în rusă și latină, aflată în partea de sud-est a fortificației.
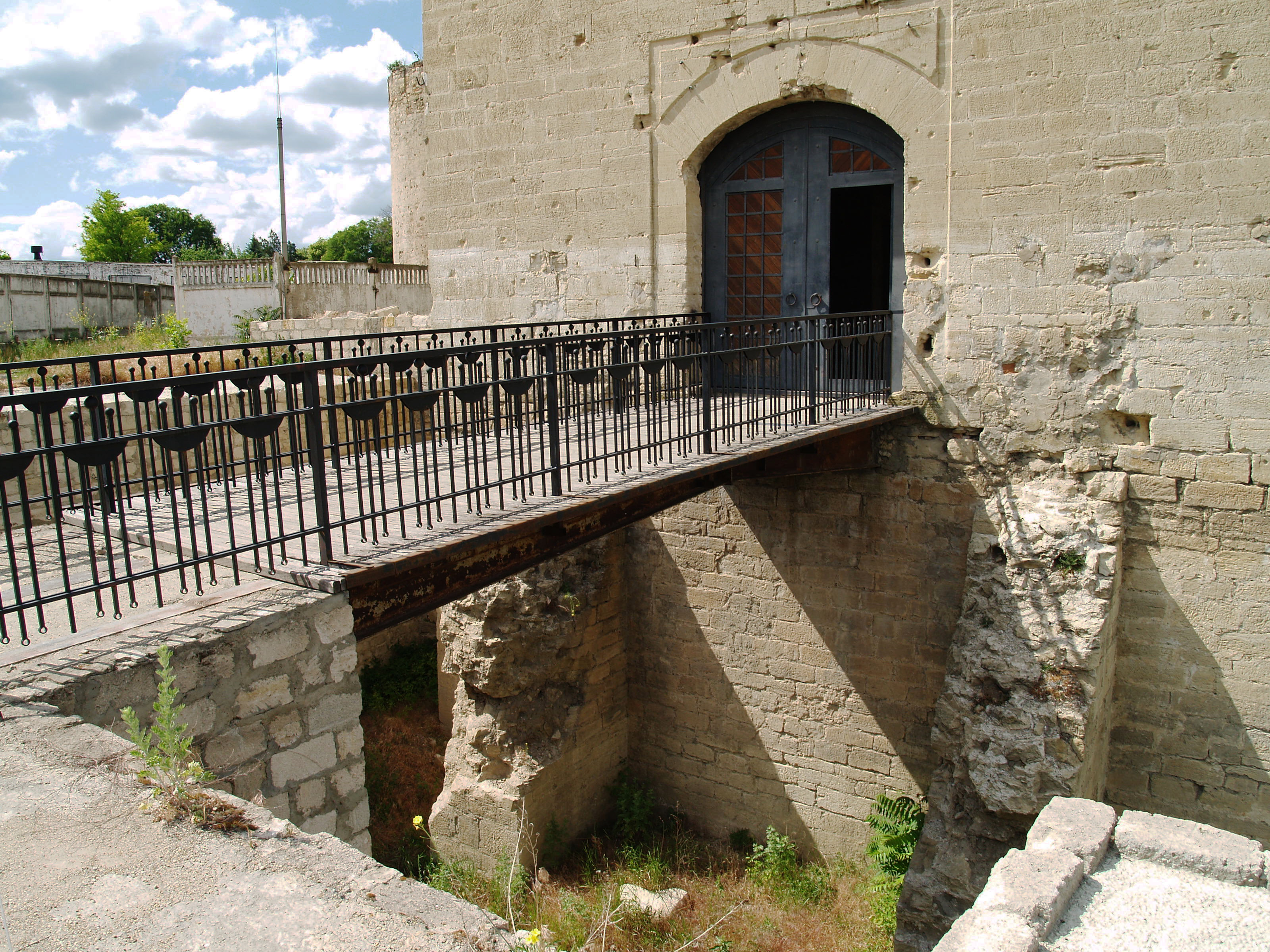
Turnul de Sud al Cetății Tighina. Poarta de sud a turnului.
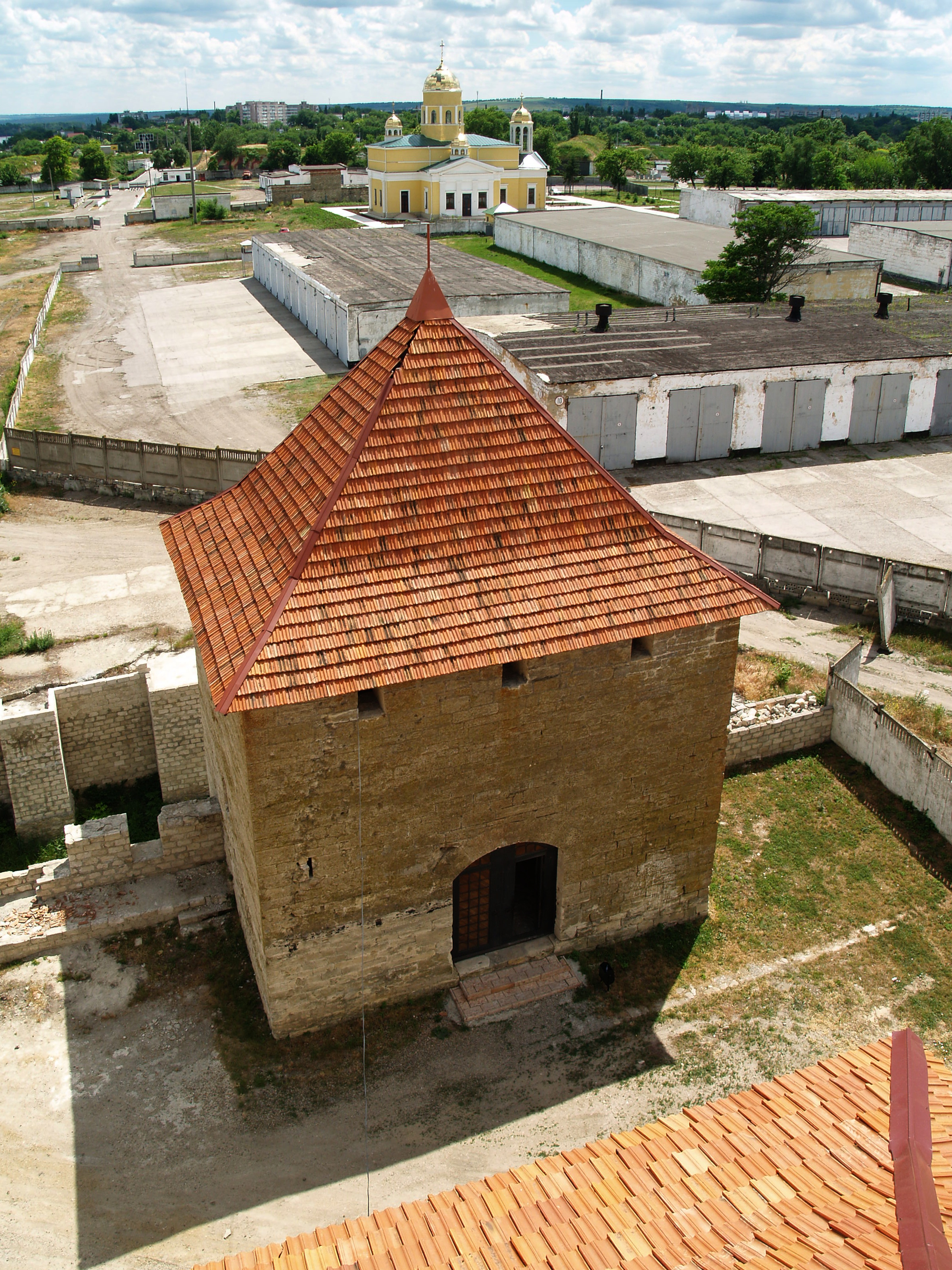
Turnul de miazăzi al cetății dinspre zidul de miazăzi.
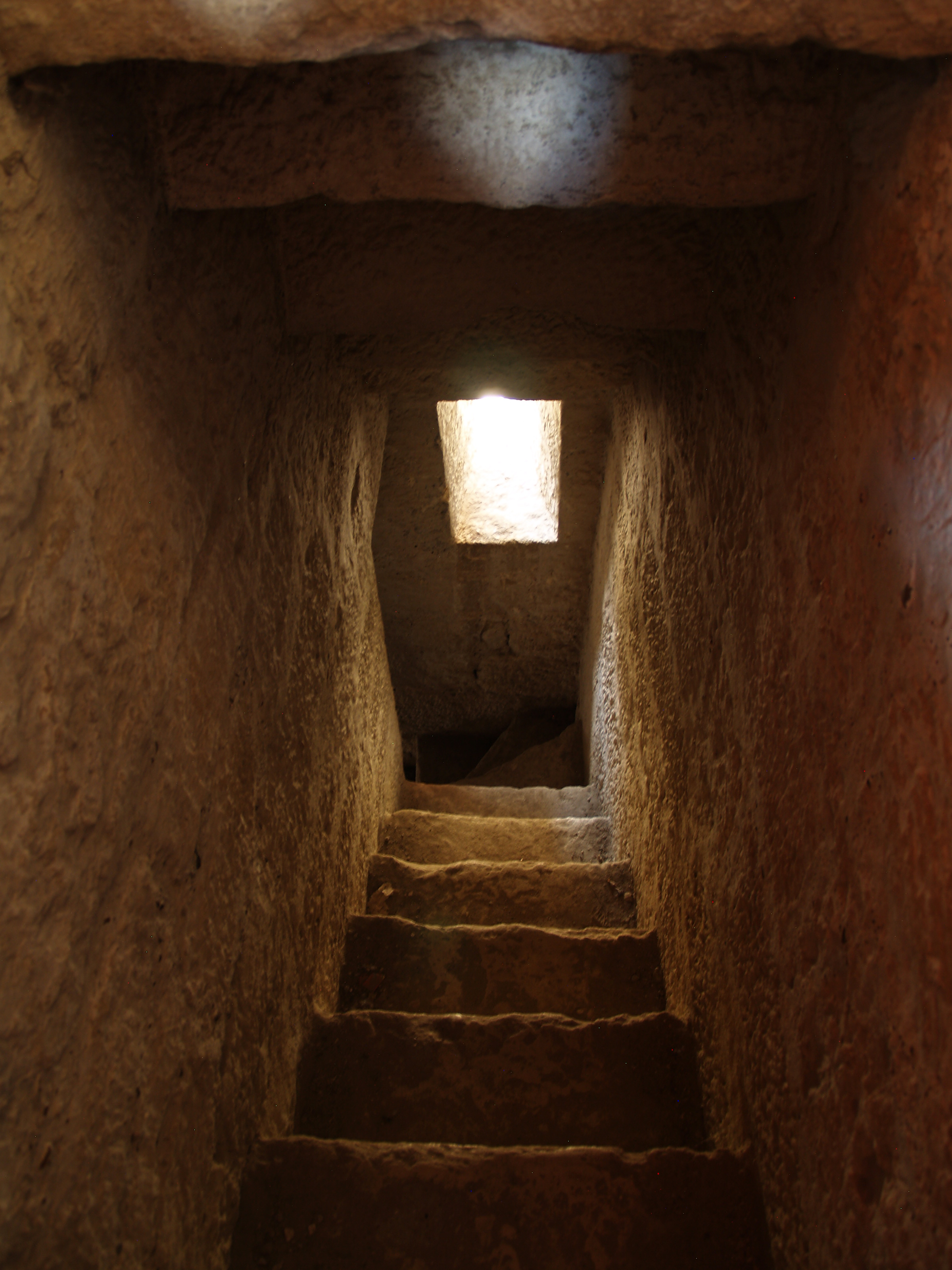
Turnul de Sud al Cetății Tighina. Scările de la vârful turnului.
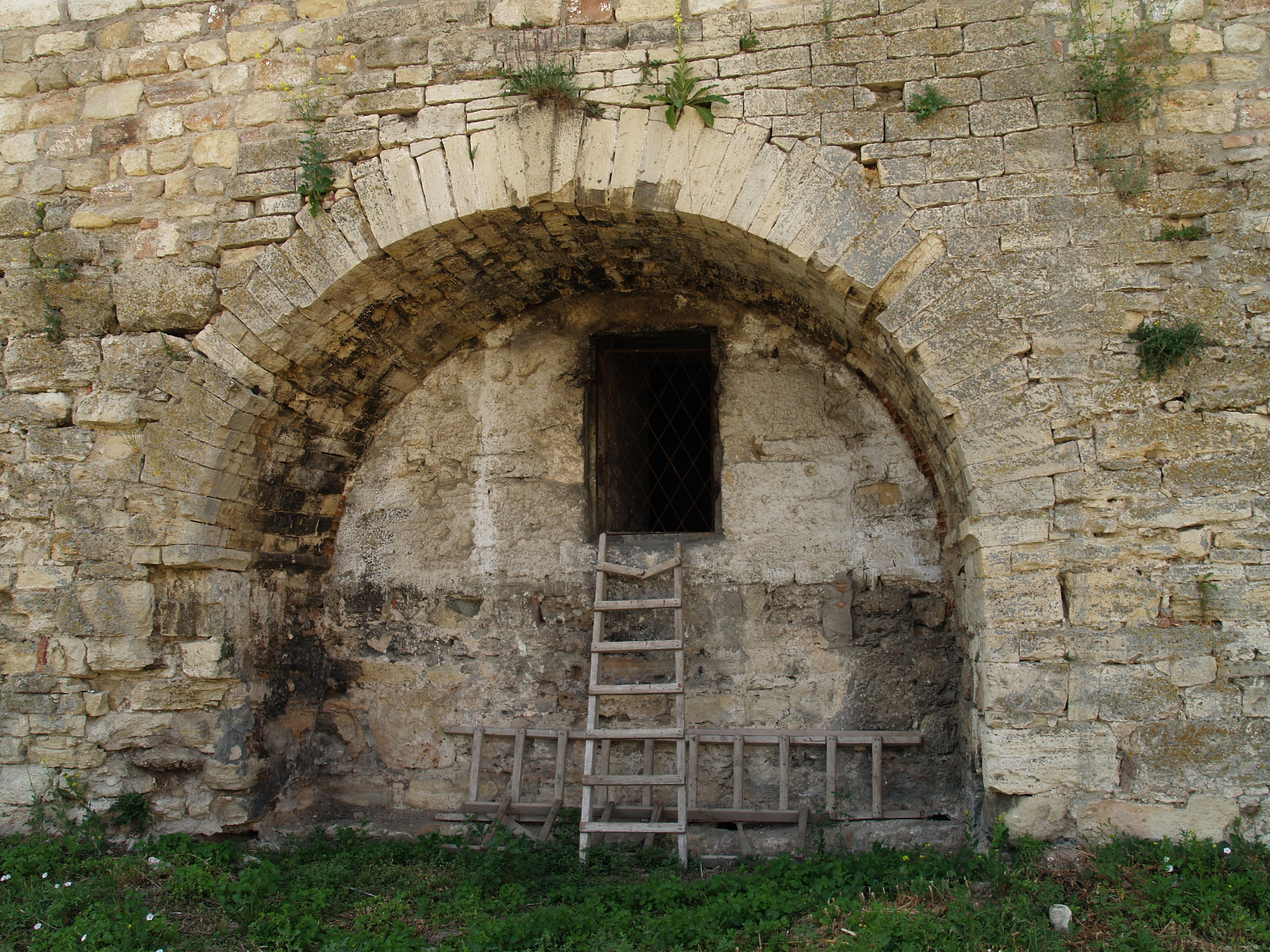
Peretele vestic al Cetății Tighina.
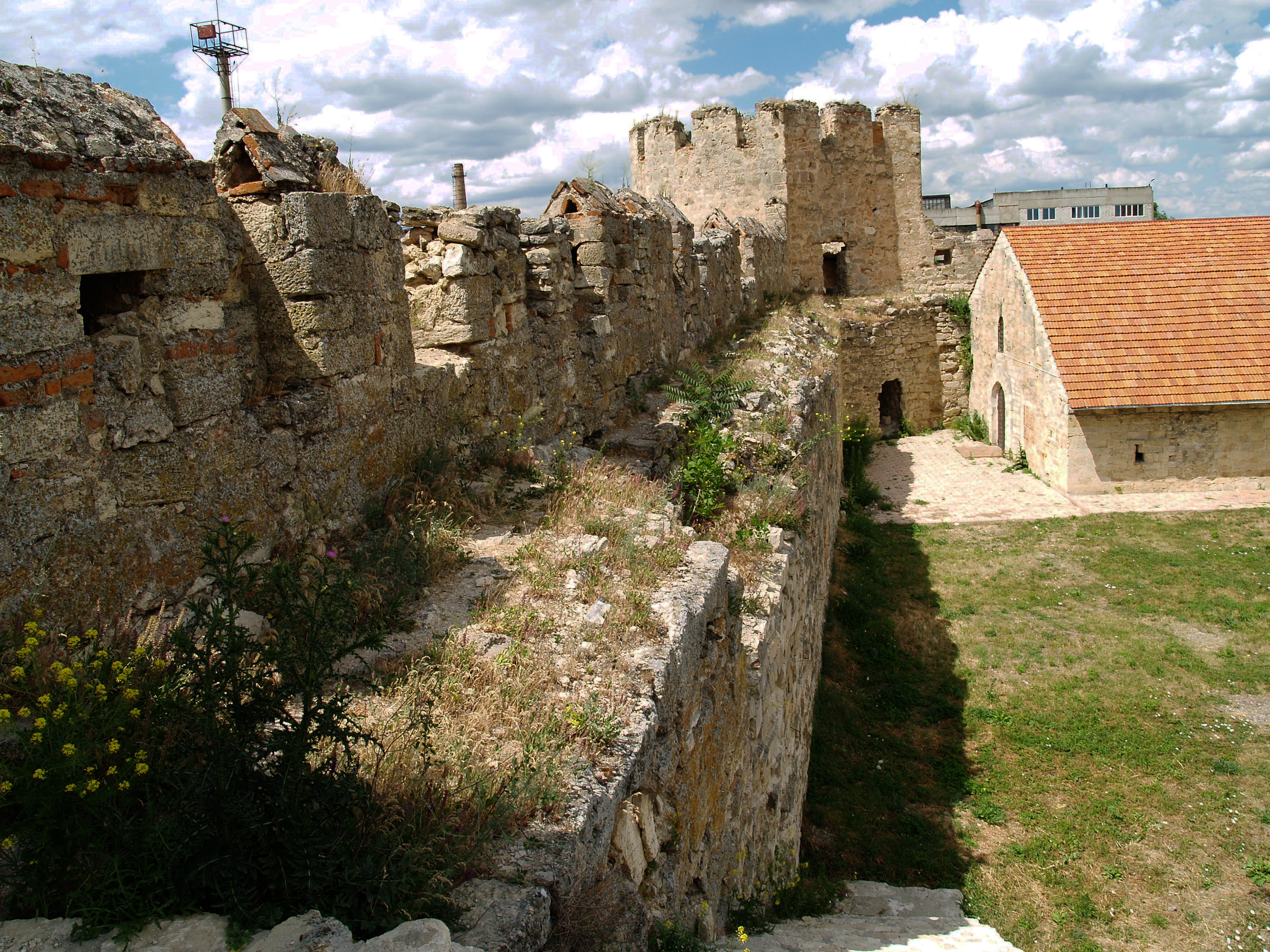
Meterezele de la partea vestică a cetății.
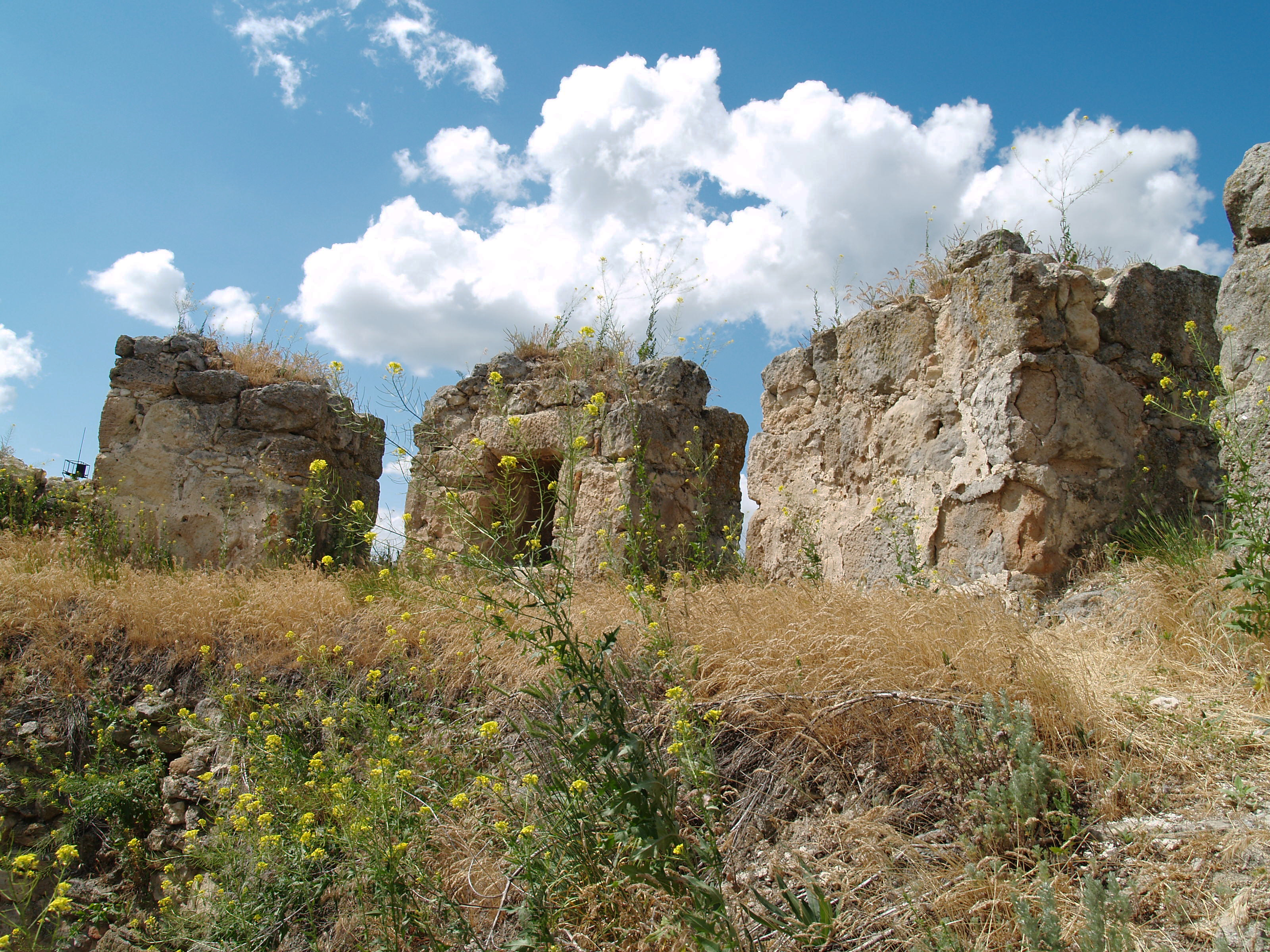
Colțul nord-vestic al cetății
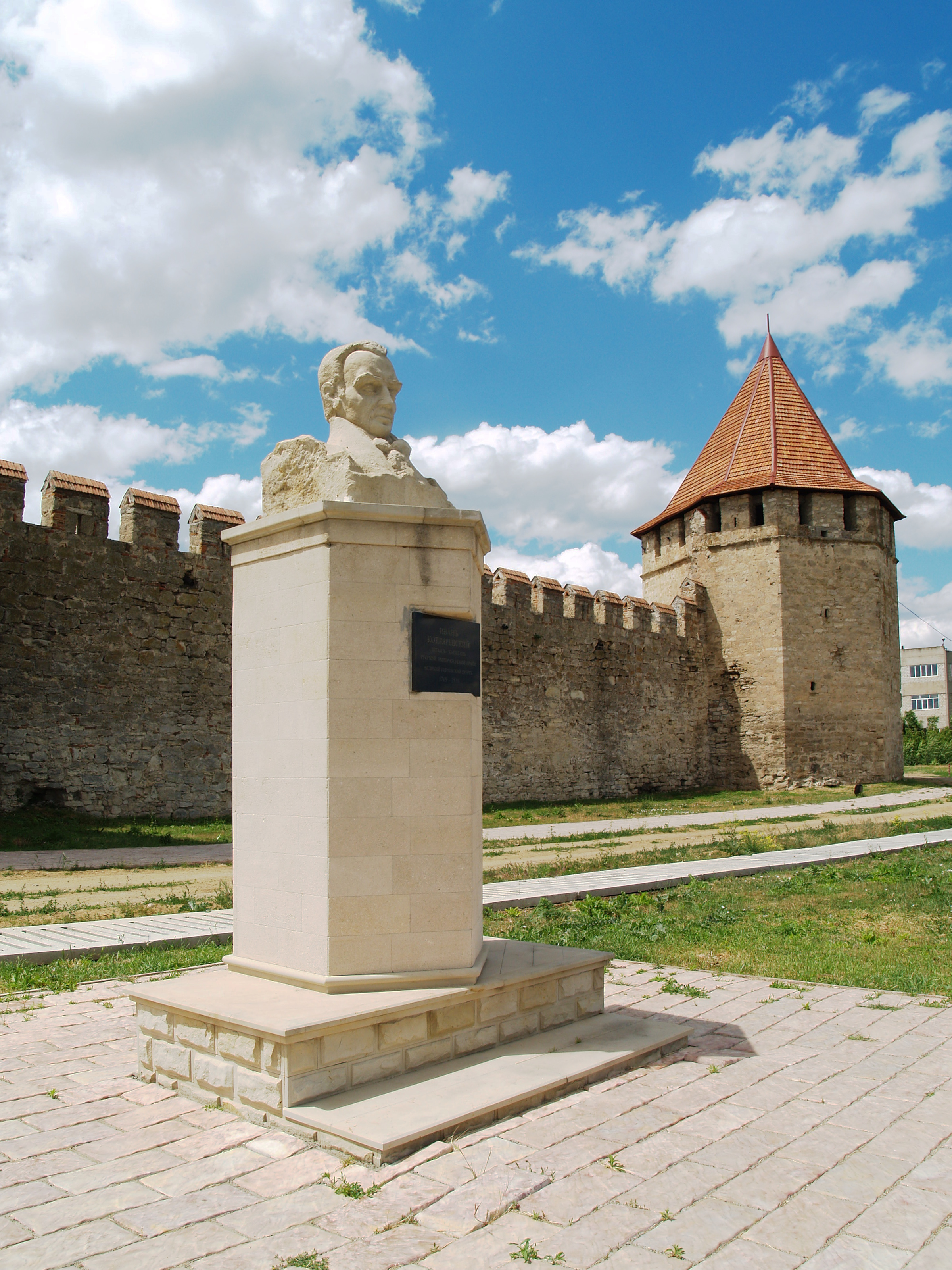
Bustul lui Ivan Kotlearevski
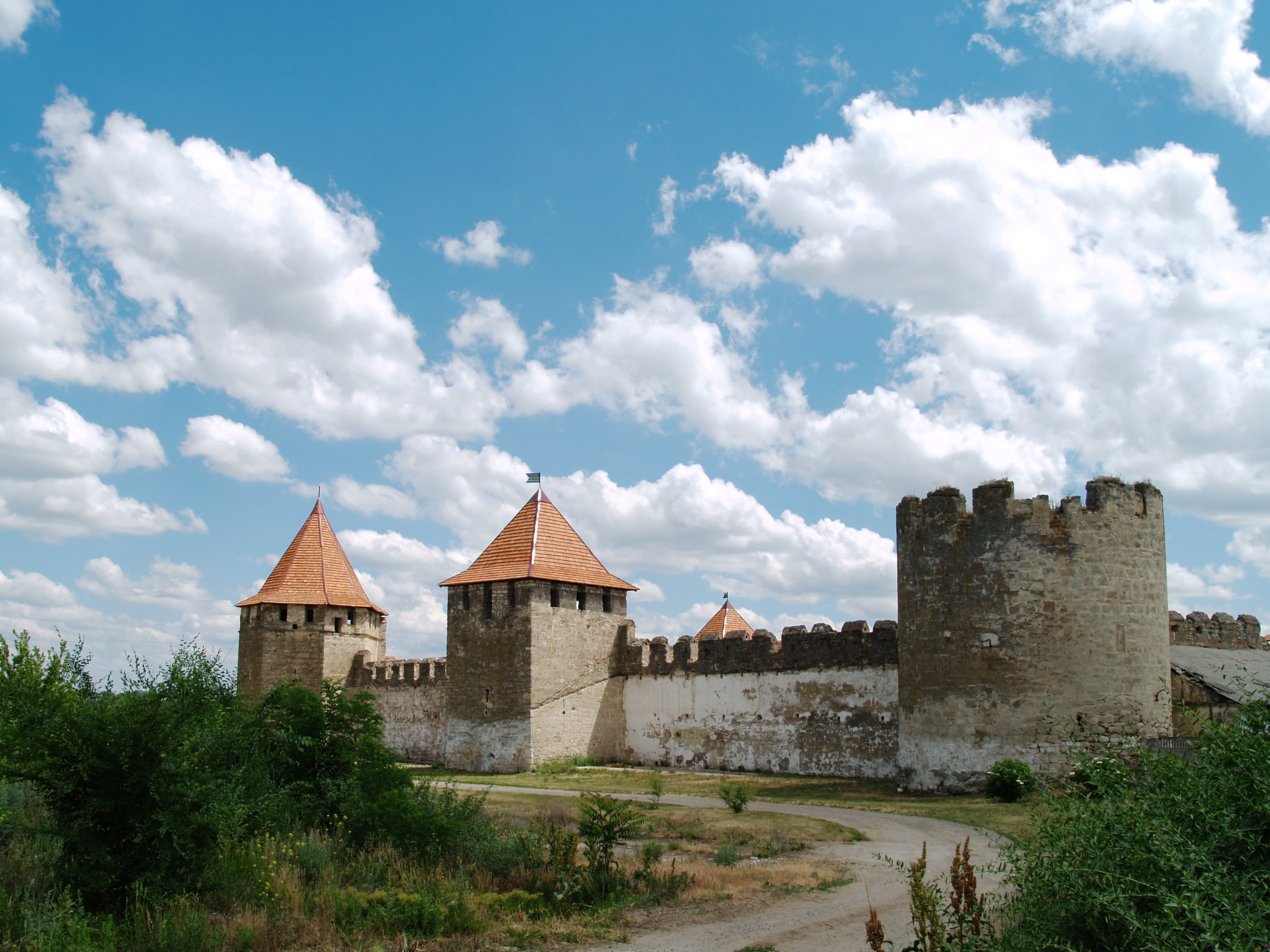
Partea de nord a Cetății Tighina
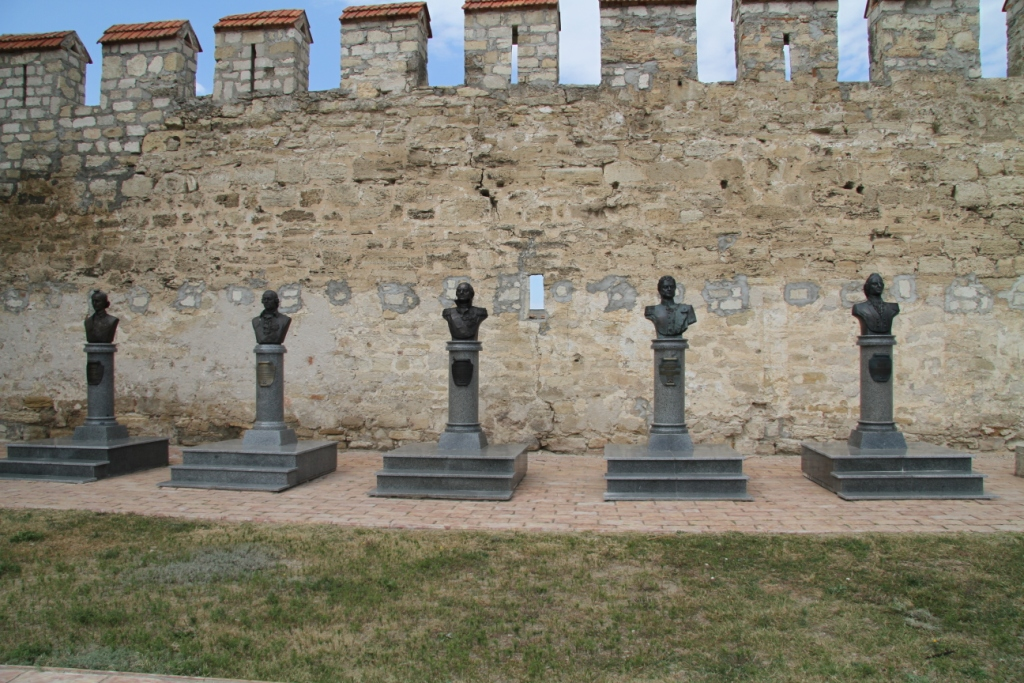
Aleea de omagiere a comandanților țariști din Cetatea Tighina
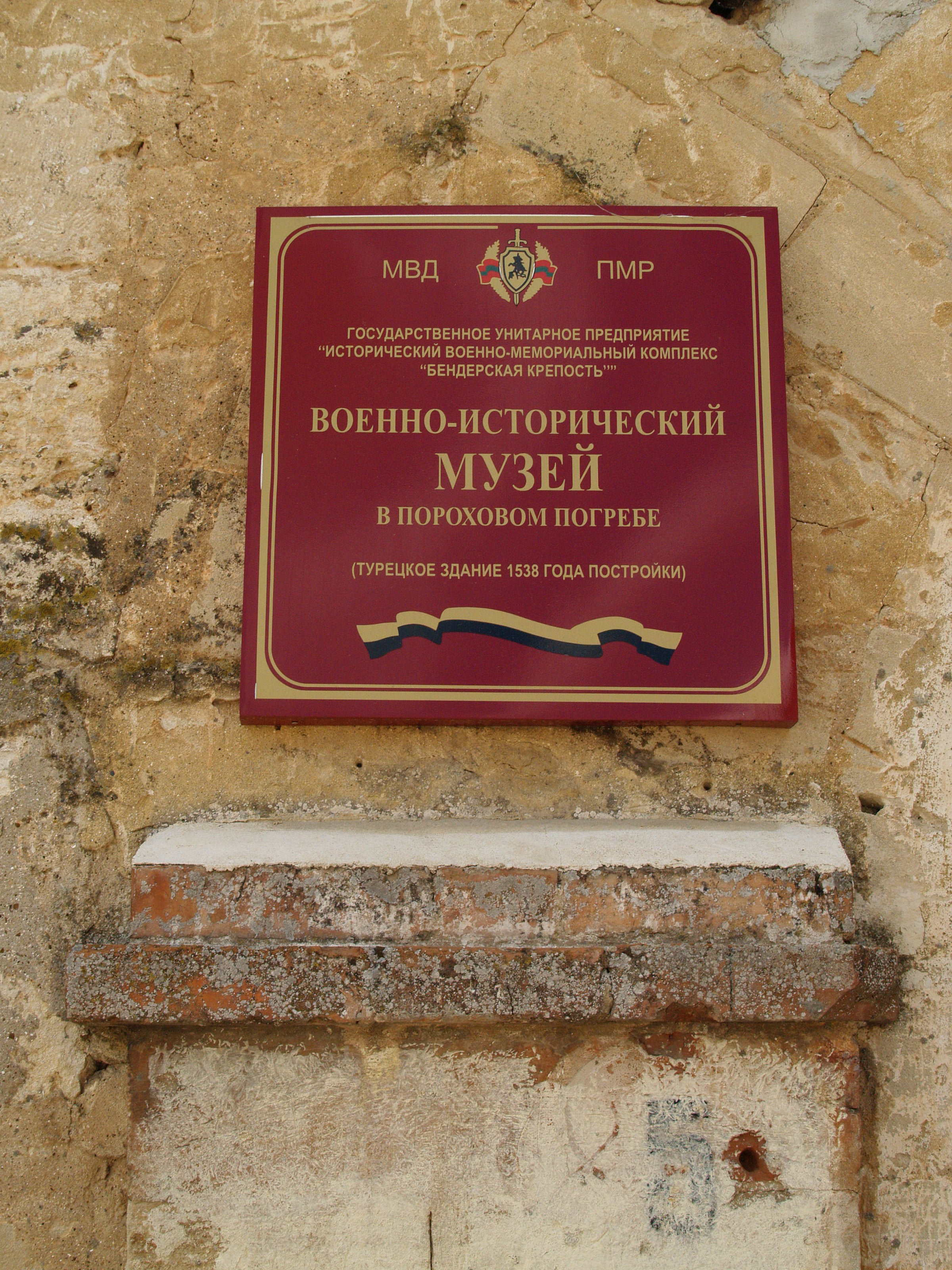
Muzeul din Cetatea Tighinei. Indicatorul de lângă intrare.
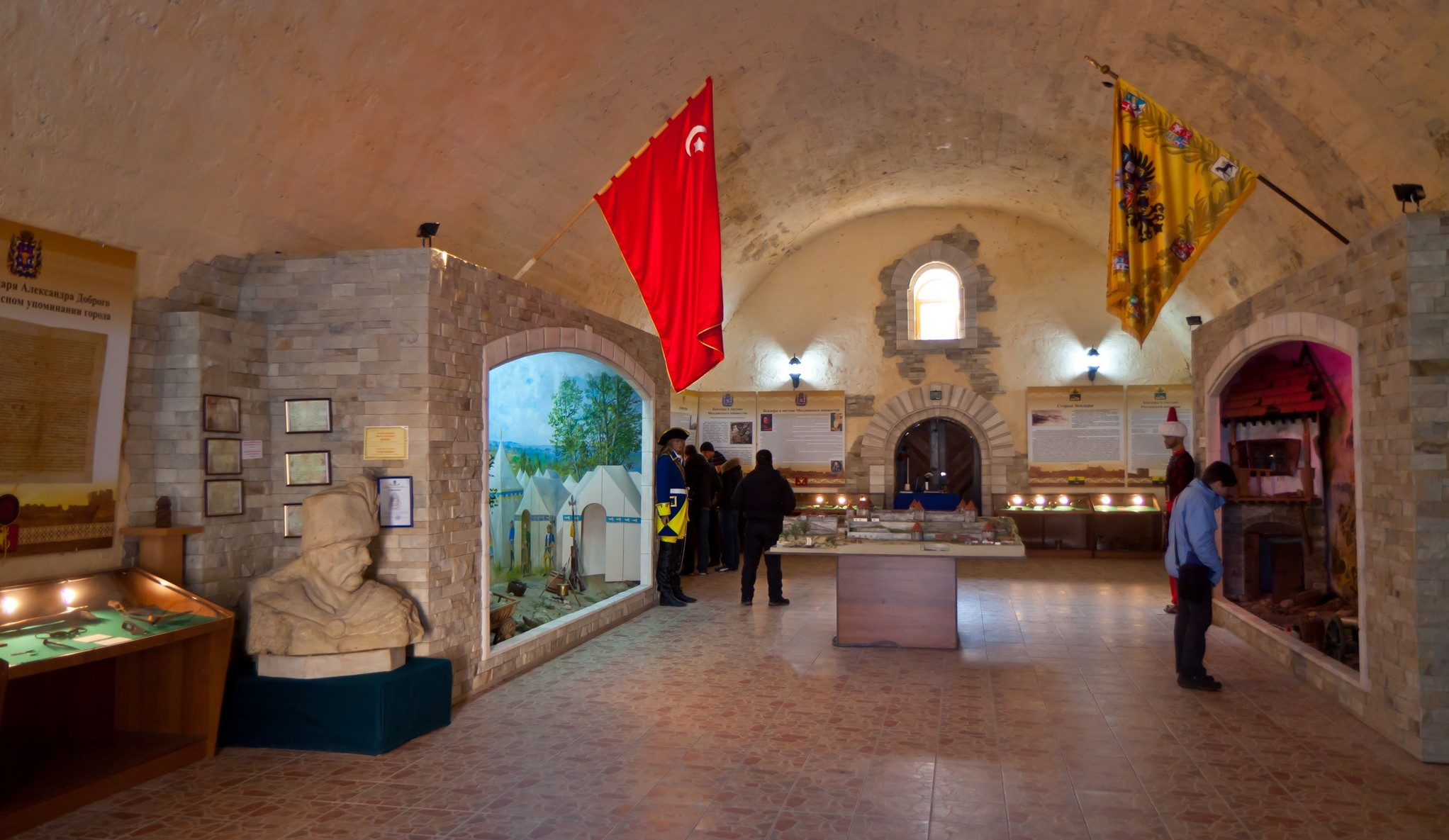
Interiorul muzeului cetății (1)
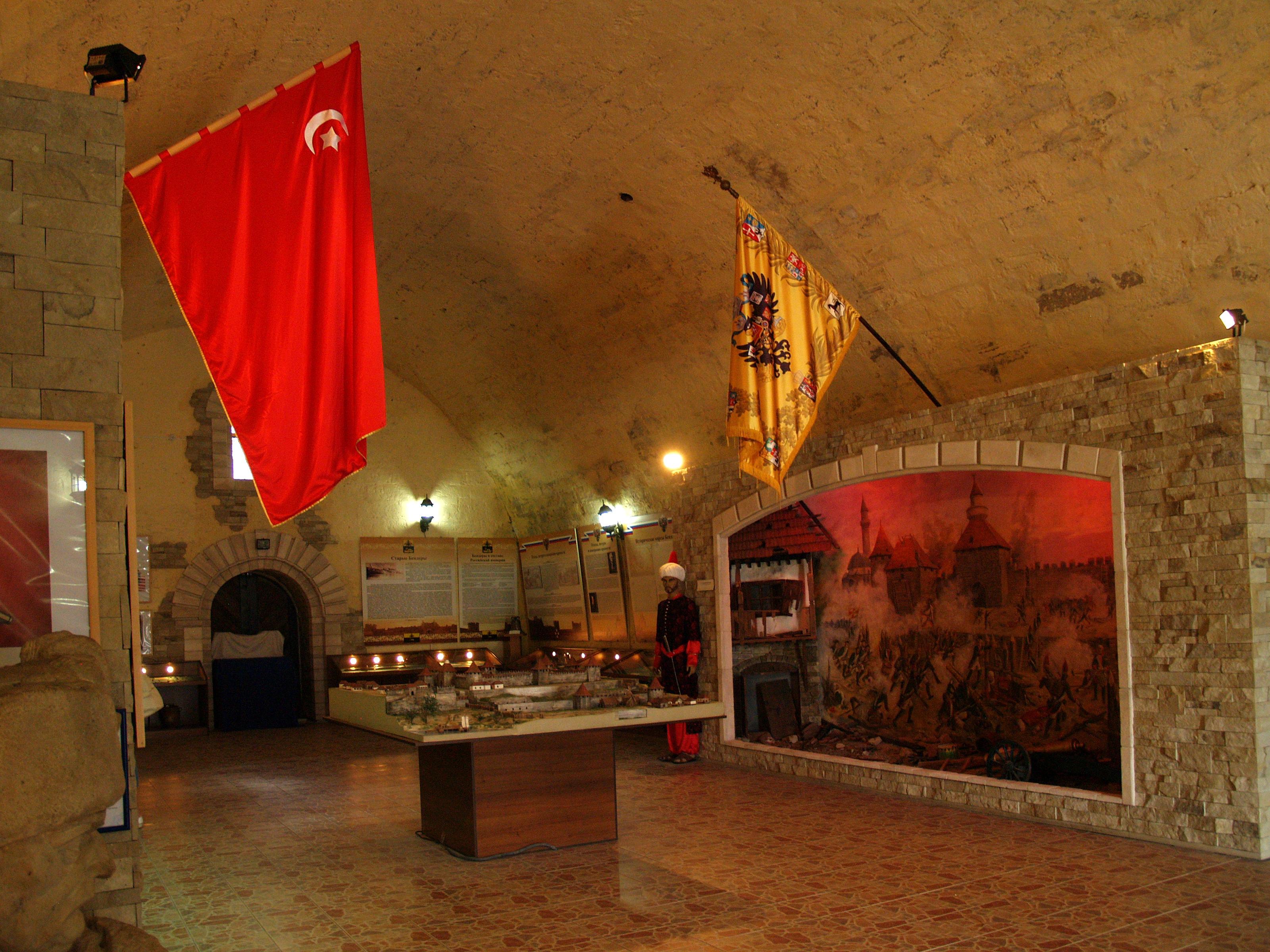
Interiorul muzeului Cetății Tighinei (2)
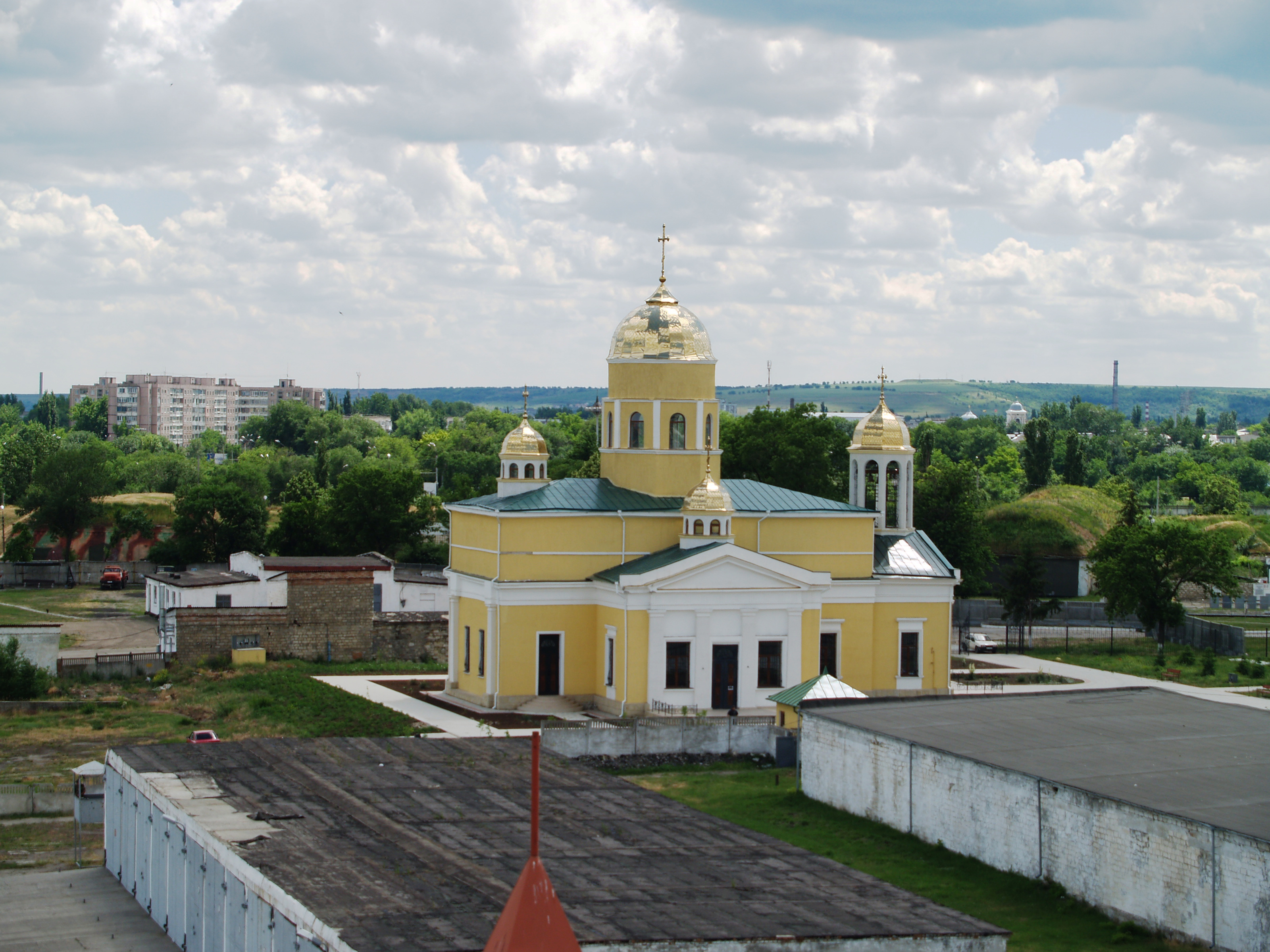
Biserica "Aleksandr Nevski" din cetate
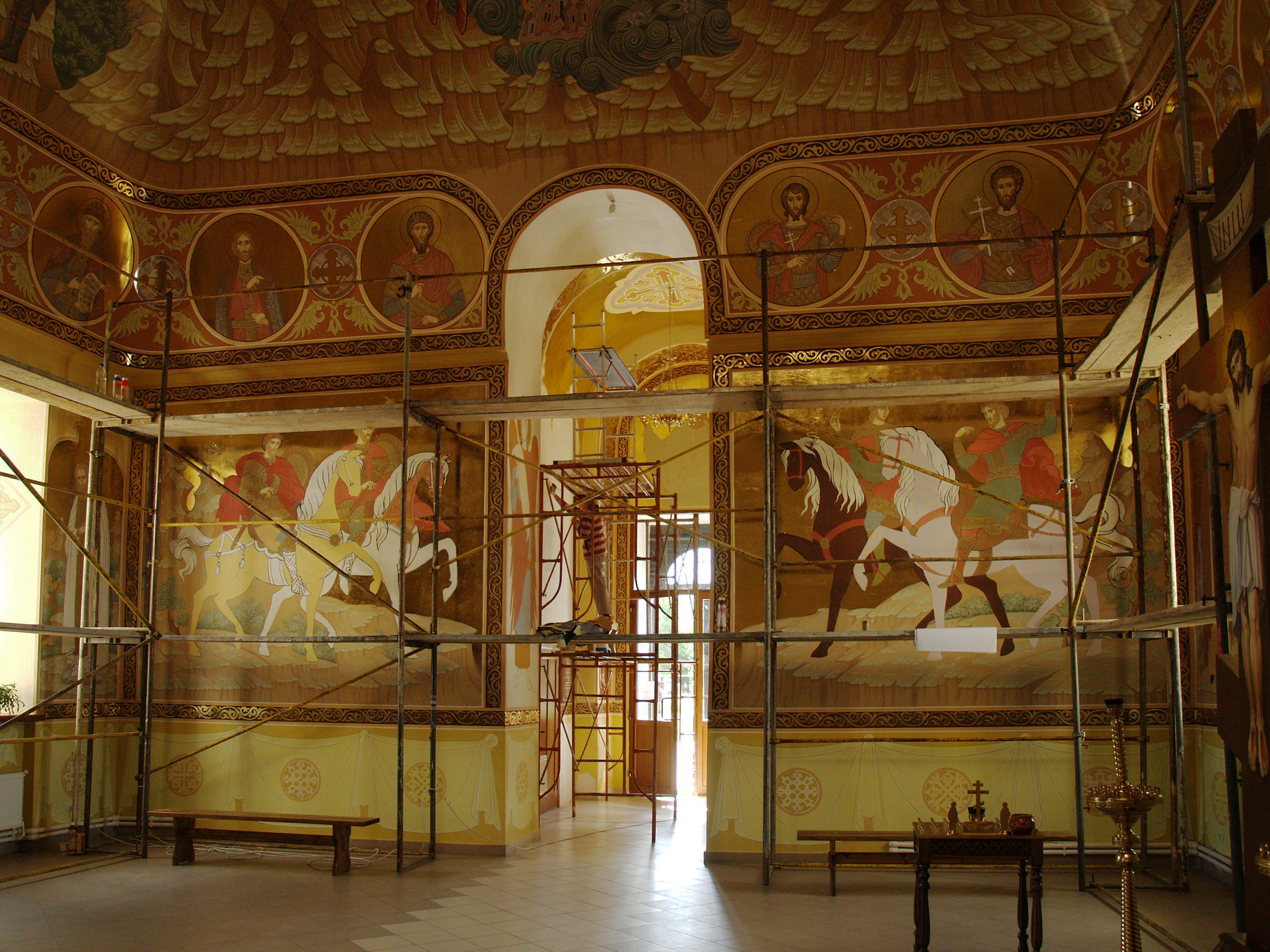
Interiorul bisericii, în timpul renovării
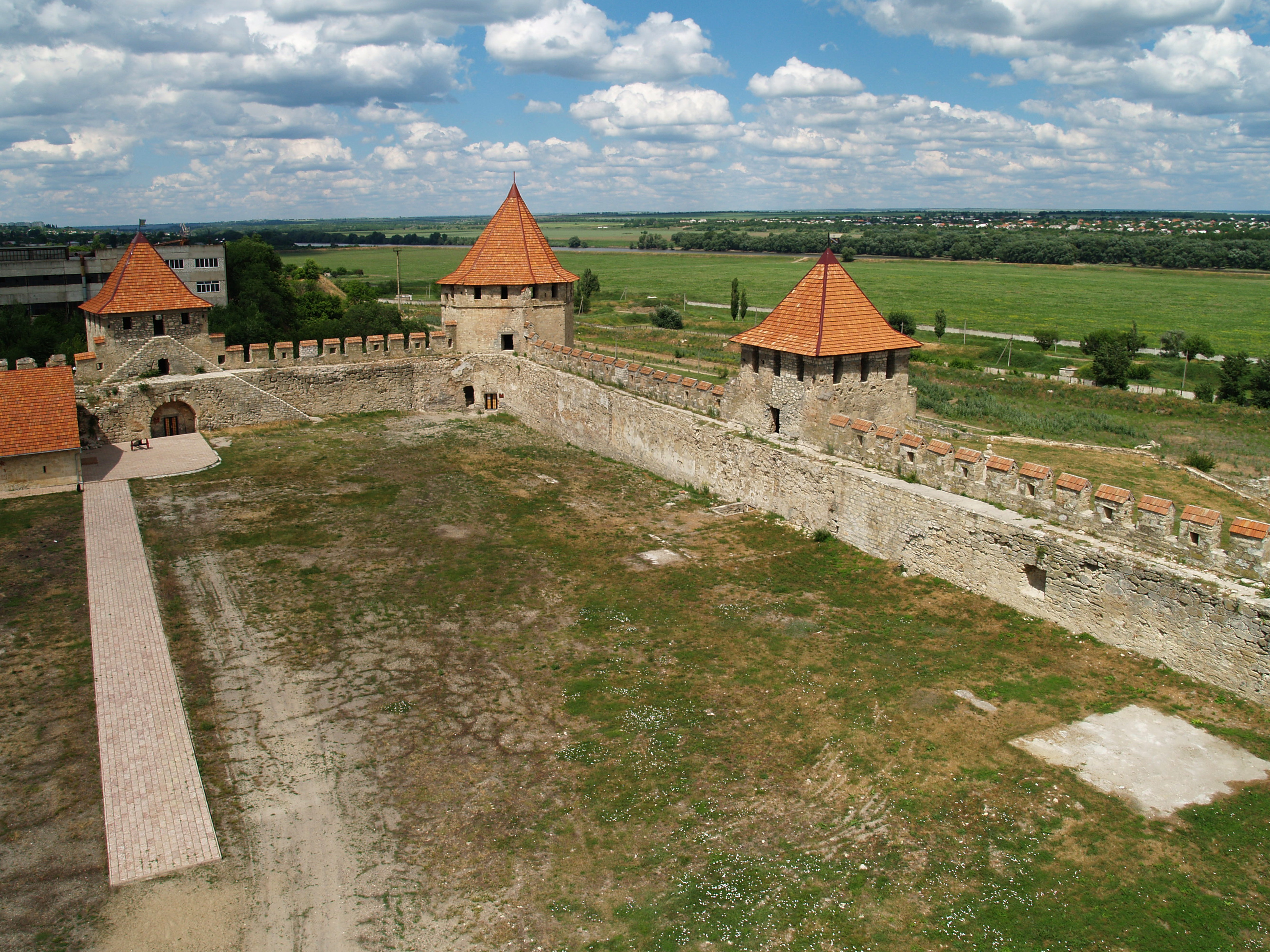
Curtea Cetății Tighina
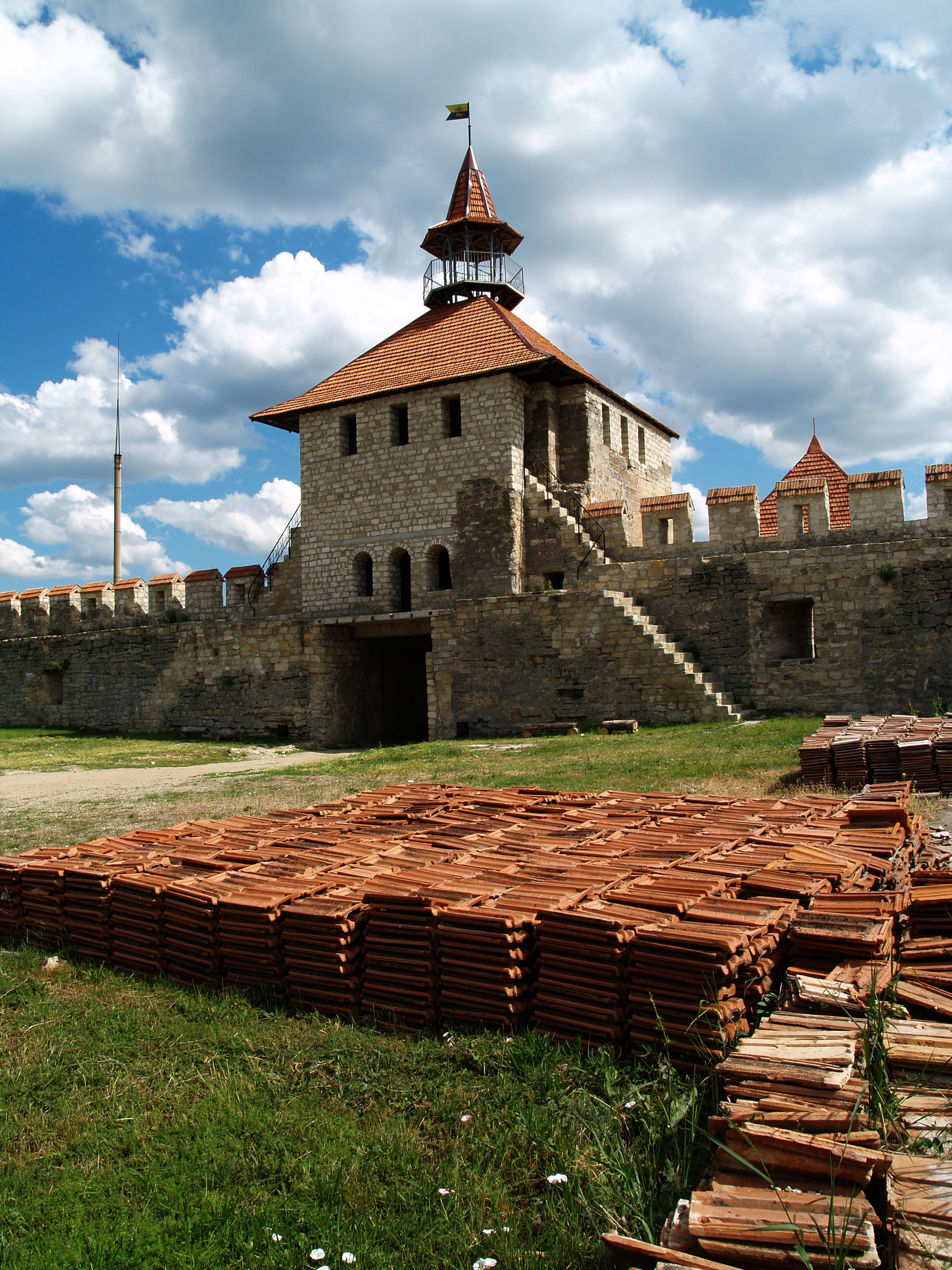
Curtea cetății, în timpul renovării

### până în 2013

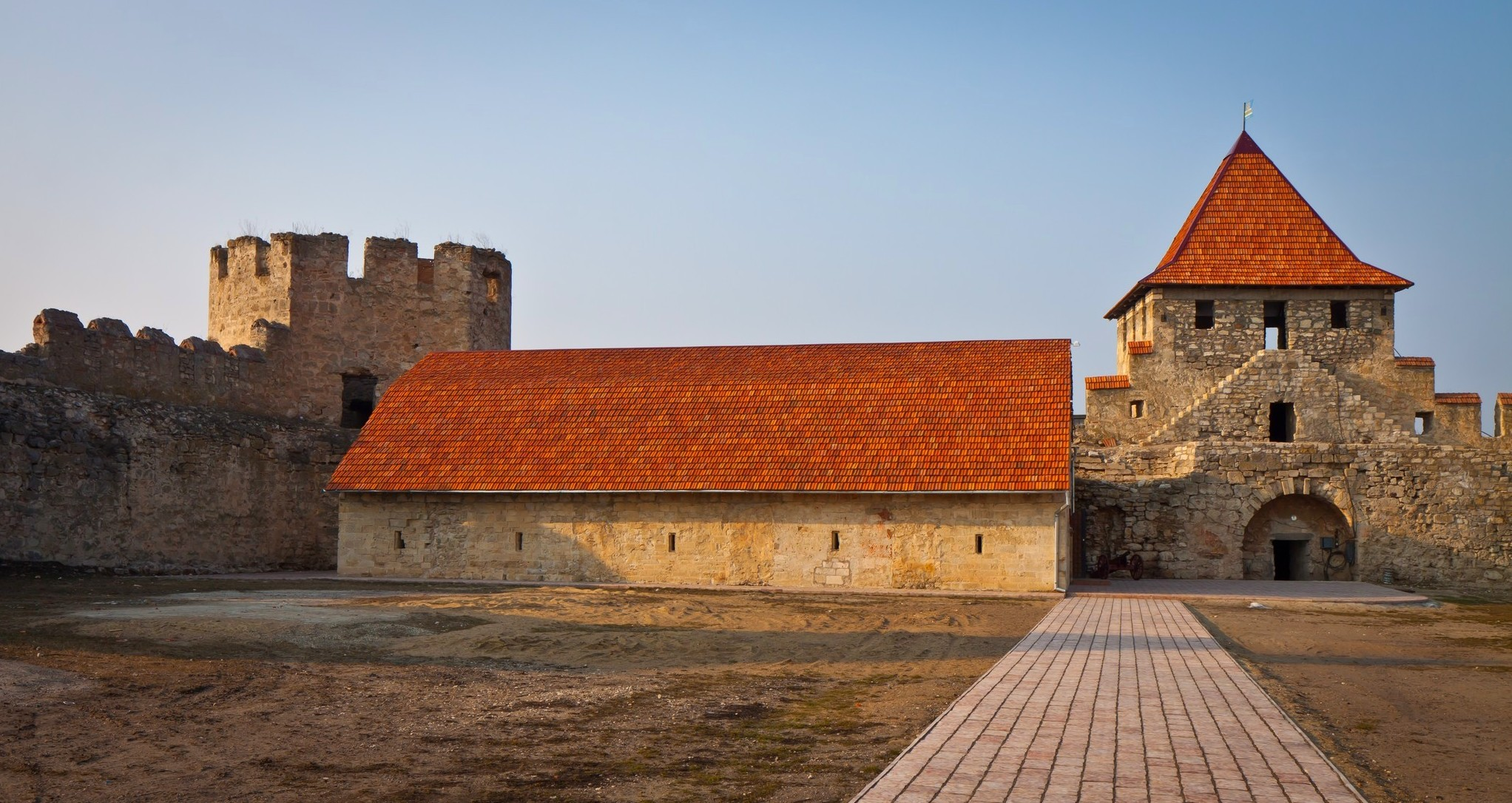
Interiorul cetății după restaurare (2012)
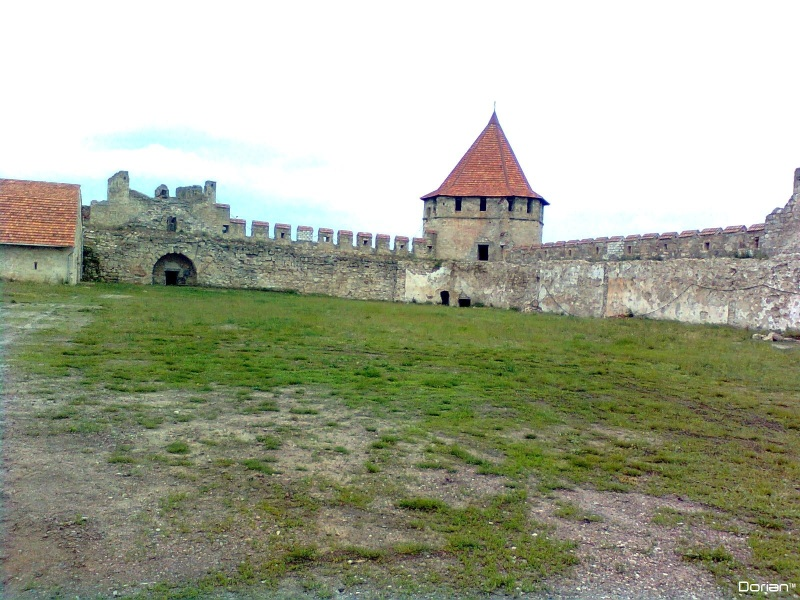
Cetatea în interior, până la restaurare (2010)
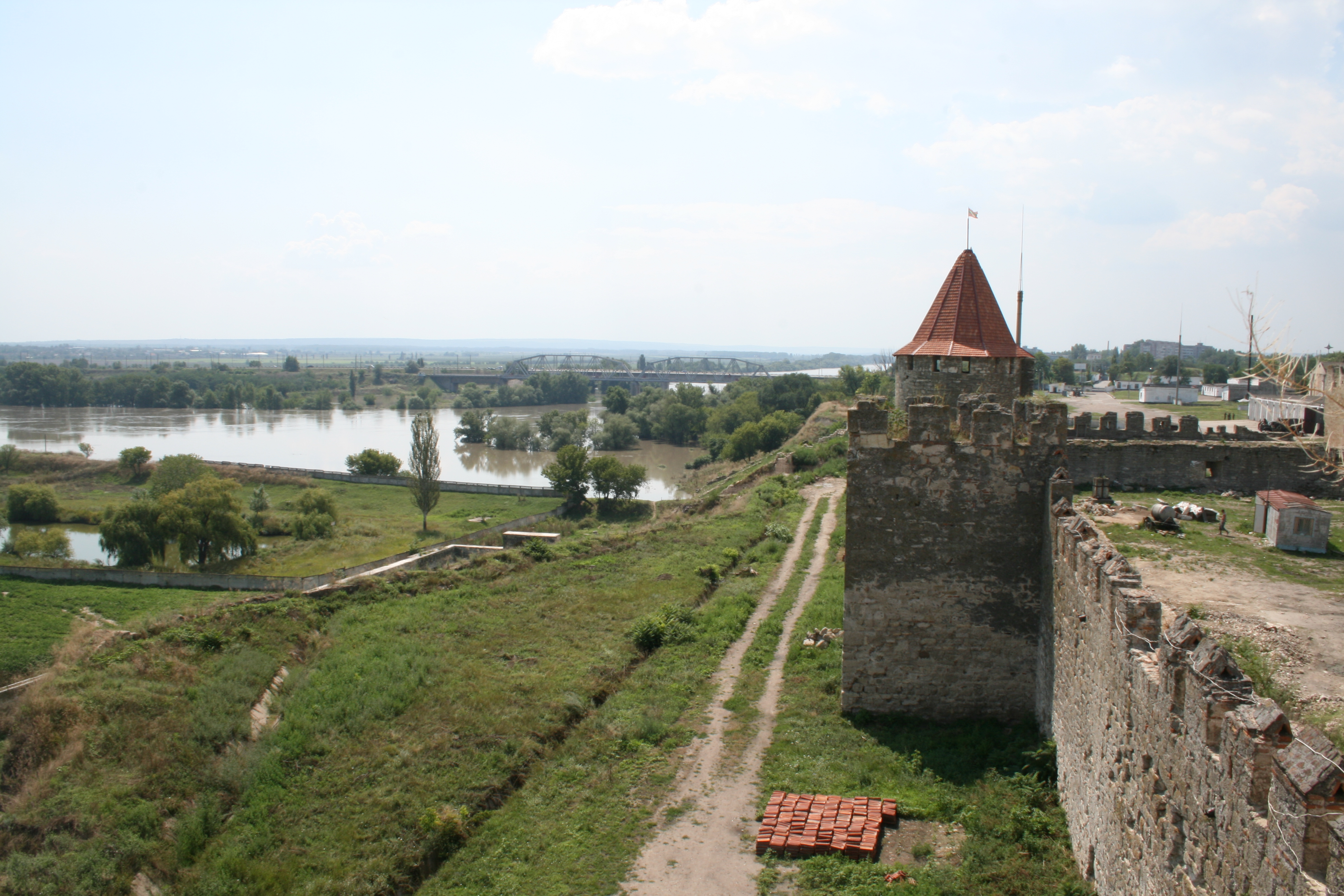
Cetatea Tighinei, Nistrul în apropiere